# Opel Rekord E
Der Opel Rekord E war ein Pkw der oberen Mittelklasse der seinerzeit zum US-amerikanischen Automobilkonzern General Motors (GM) gehörenden Adam Opel AG, der im August 1977 als Nachfolger des Opel Rekord D eingeführt wurde. Wie seine Vorgängermodelle war der Typ auch als Kombinationskraftwagen (bei Opel traditionell „Caravan“ genannt) erhältlich.
Bis zur Modellpflege im Oktober 1982 bezeichnet man das Modell als E1, danach wurde es E2 genannt. Die so genannte V-Plattform des Opel Rekord E wurde auch in den Modellen Opel Commodore C, Senator A und Monza A verwendet.
Das Fahrzeug mit Vierzylinder-Reihenmotor, hinterer Starrachse und Hinterradantrieb war der letzte Vertreter der seit Frühjahr 1953 angebotenen Modellreihe Opel Rekord. Nach rund 1,4 Millionen produzierten Fahrzeugen übertraf die gesamte Serie E die Produktionszahlen der Rekord C (ca. 1,3 Millionen) und wurde im August 1986 durch den Omega A abgelöst. In Südafrika wurde der Rekord E noch bis 1990 weiterproduziert.

## Rekord E1 (1977–1982)

### Allgemeines
Die Adam Opel AG stellte den neuentwickelten Rekord im August 1977 in Produktion, die offizielle Vorstellung folgte auf der IAA 1977. Er übernahm zum Teil die Technik seines Vorgängers und wurde von Herbert Killmer gestaltet, der bereits die Rekord D entworfen hatte. Der Rekord E war ein typisches Gebrauchsautomobil mit zuverlässiger Technik. Gute Fahrleistungen, ordentliche Straßenlage und hohe Verarbeitungsqualität waren Kennzeichen dieser Baureihe. 
Das Design war moderner als beim Vorgänger, mit glatteren Formen und weniger ausgeprägten Kanten, was die Stilrichtung der 1980er Jahre vorwegnahm. Der Frontbereich zeigte rechteckige Scheinwerfer mit einem schmalen Kühlergrill aus schwarzen Kunststofflamellen, die seitlichen Linien waren klar und schlicht mit großen Glasflächen, und die Heckpartie hatte größere, horizontal ausgerichtete Rückleuchten mit abgerundeten Kanten. Der Innenraum bot eine ähnliche Raumgröße wie die Rekord D, da der Radstand unverändert blieb, erhielt jedoch eine neue, massivere Armaturentafel und hochwertigere Materialien wie Velours für die oberen Ausstattungen.
Verglichen mit dem Vorgängertyp hatte sich neben der Karosserie vor allem die Vorderachse verändert: Anstatt der bisherigen Doppelquerlenker gab es nun MacPherson-Federbeine mit sogenannten Hochleistungs-Teleskopstoßdämpfern, deren Eigenreibung durch Teflon-Beschichtung besonders gering war. Bei der Hinterachse blieb man beim Rekord – im Unterschied zu Senator und Monza – bei der althergebrachten Radaufhängung mit Starrachse und Panhardstab, an der Detailverbesserungen vorgenommen wurden. Die geänderte Kugelumlauflenkung war größer übersetzt, was geringere Lenkkräfte bei indirekterer Wirkung ermöglichte; optional gab es eine kleiner übersetzte Servolenkung. Der Wendekreis wurde auf 10,8 m verringert. Das Fahrwerk basierte auf dem bewährten Plattformkonzept der Rekord D und C, mit längs eingebautem Frontmotor und Hinterradantrieb. Die Bremsanlage blieb ein gemischtes System (Scheiben vorn, Trommeln hinten).
Die Großserien-Motoren (Opel CIH) des E1-Modells gab es als:
- 1.7 N: 1.698 cm³, 44 kW (60 PS);

- 1.9 N: 1.897 cm³, 55 kW (75 PS, Normalbenzin);

- 2.0 N: 1.979 cm³, 66 kW (90 PS), neu und vom 2.0 S (Rekord D) abgeleitet;

- 2.0 S: 1.979 cm³, 74 kW (100 PS, Superbenzin), bekannt aus der Rekord D;

- 2.0 E: 1.979 cm³, 81 kW (110 PS), erstmals mit elektronischer Einspritzung (indirekt);

- 2.0 D: 1.998 cm³, 43 kW (58 PS), nur für Italien (wie im Ascona B);

- 2.1 D: 2.068 cm³, 44 kW (60 PS), Diesel, nach einem Jahr ersetzt durch:

- 2.3 D: 2.260 cm³, 48 kW (65 PS, ab August 1978).

Das serienmäßige Schaltgetriebe hatte vier Gänge. Die kleinen Motoren (1.7 N, 1.9 N) wurden selten bestellt, da sich in dieser Fahrzeugklasse ein Hubraum von rund zwei Litern etabliert hatte. Die Dieselmodelle mit erhöhter Motorhaube waren vor allem in Italien, den Beneluxländern und Frankreich gefragt.

### Ausstattungsvarianten
Es gab drei Ausstattungslinien:
Den Rekord (Grundmodell) als zwei- bzw. viertürige Limousine sowie als drei- oder fünftürigen Caravan.
Den Rekord L als zwei- und viertürige Limousine sowie als fünftürigen Caravan.
Den Rekord Berlina als zwei- und viertürige Limousine sowie ab August 1980 auch als fünftüriger Caravan. Der Berlina war die hochwertigste Ausstattung.
Optional gab es ein S-Paket mit z. B. Leichtmetallrädern und strafferem Fahrwerk. Gegen Aufpreis war eine Niveauregulierung für die Hinterachse lieferbar. Die Innenausstattung gab es in Beige, Rot, Blau oder Schwarz; beim Berlina auch in einem dunkleren Rot-Ton wie bei Senator und Monza. Fensterbrüstungen und Armaturentafeloberteile waren schwarz, bei höheren Ausstattungen mit Velours veredelt.

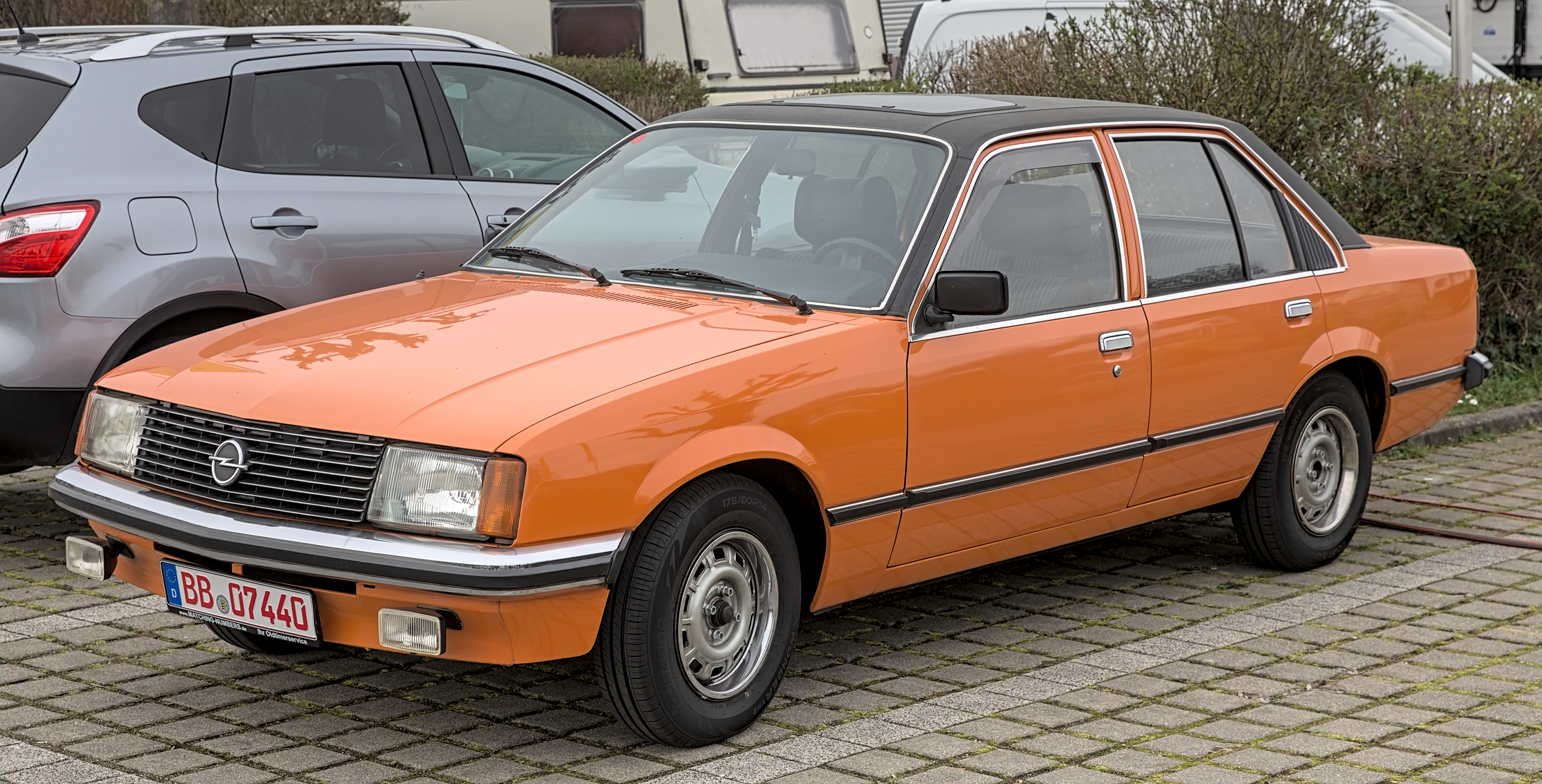
Opel Rekord mit Vinyldach
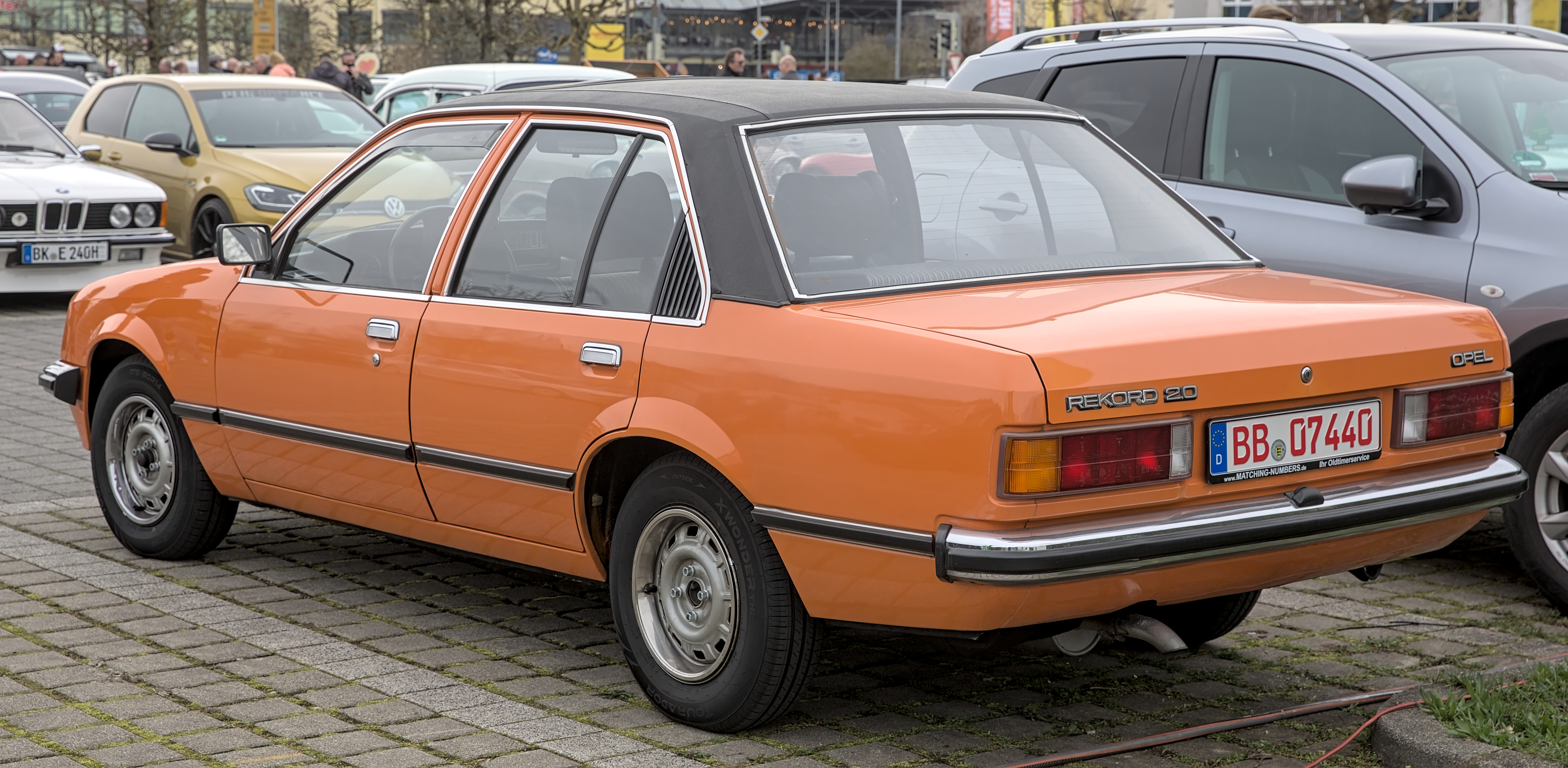
Opel Rekord mit Vinyldach
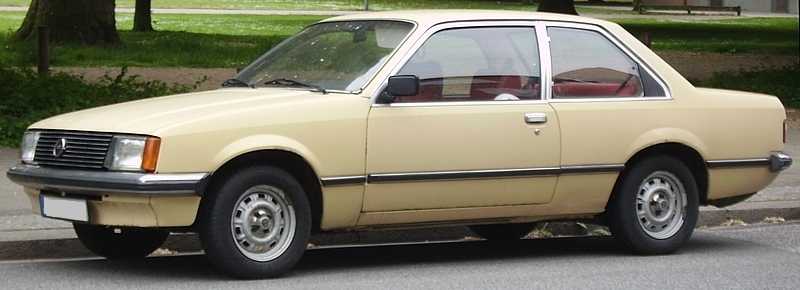
Opel Rekord Zweitürer (1977–1981)
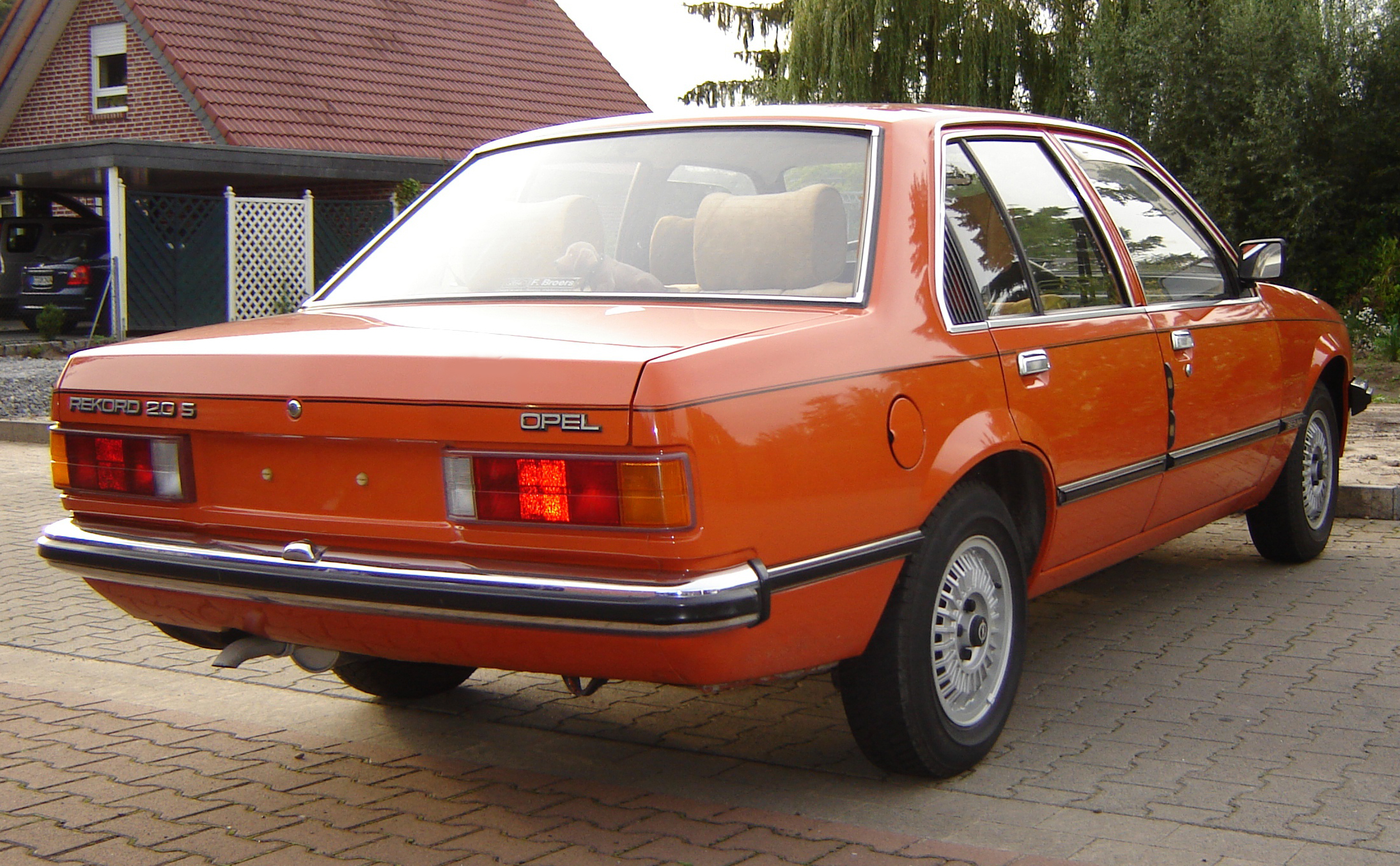
Heckansicht
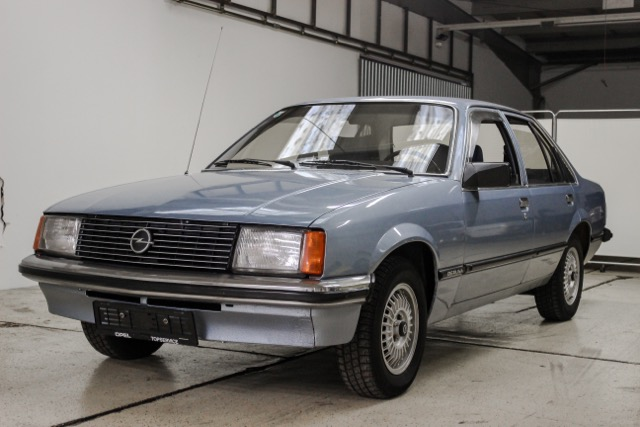
Opel Rekord Berlina
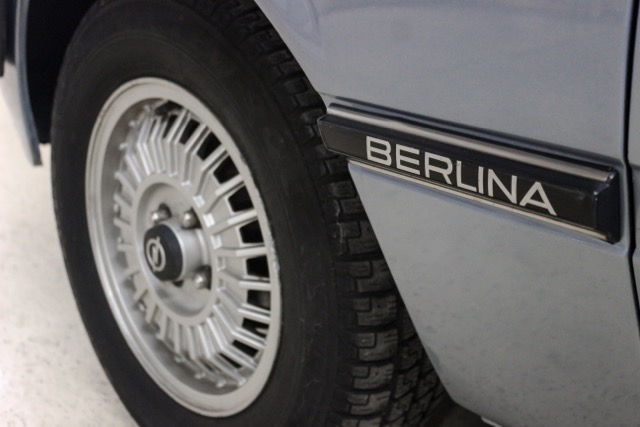
Opel Rekord Berlina, Detail, Leichtmetallrad
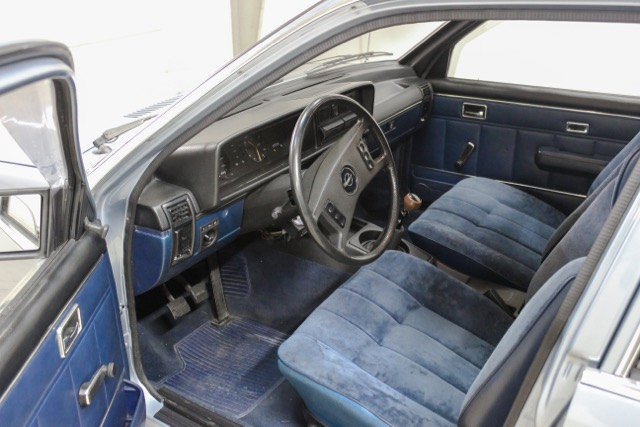
Opel Rekord Berlina, Interieur
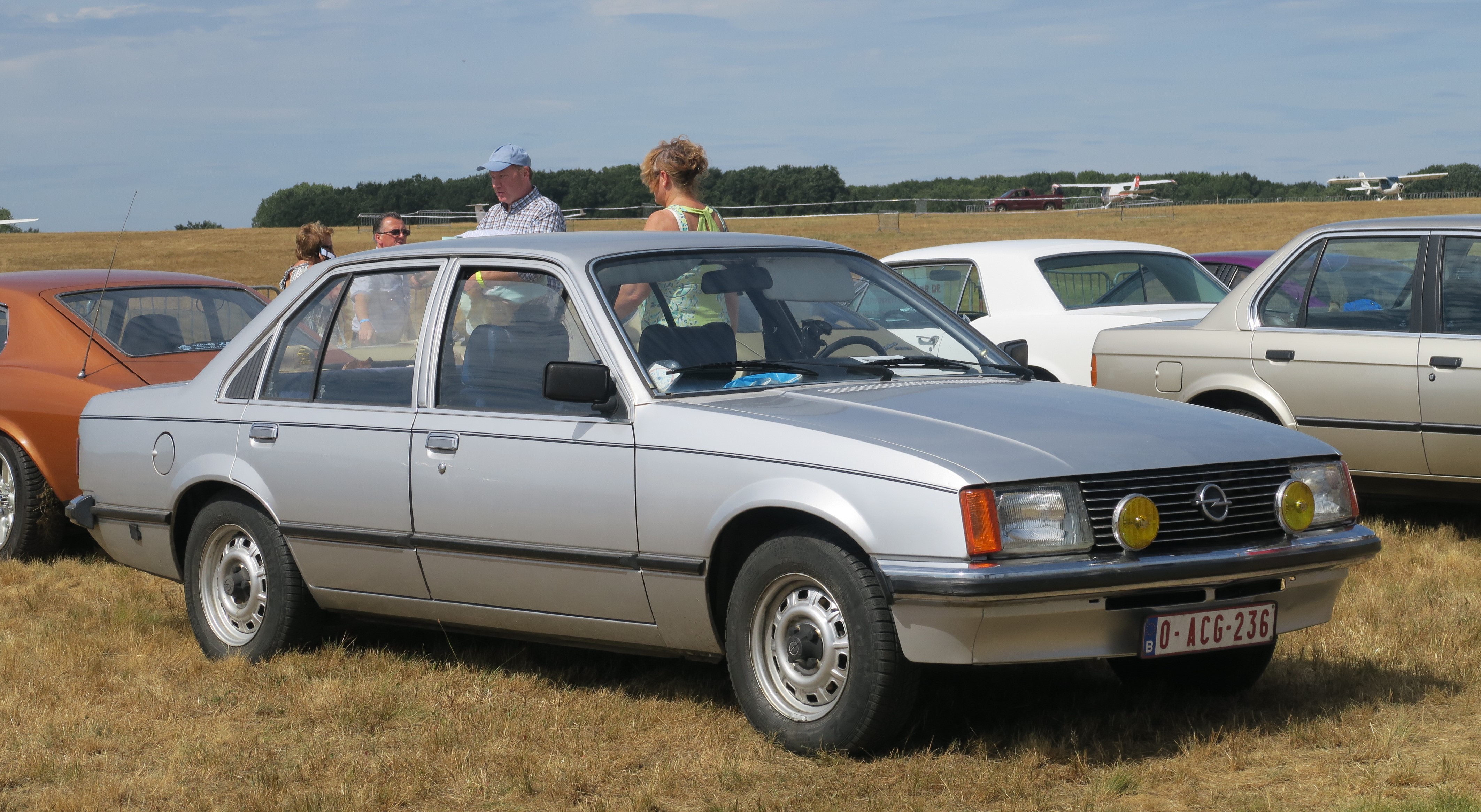
Opel Rekord Luxus

### Caravan
Die Caravan-Modelle kamen 1977 zum Modellstart heraus, als drei- und fünftürige Varianten (ab 1979 auch als luxuriöser „Berlina“). In bestimmten Auslandsmärkten war die dreitürige Version als Lieferwagen mit geschlossenen Seitenwänden ohne Fenster erhältlich, steuerlich oft als Nutzfahrzeug zugelassen.

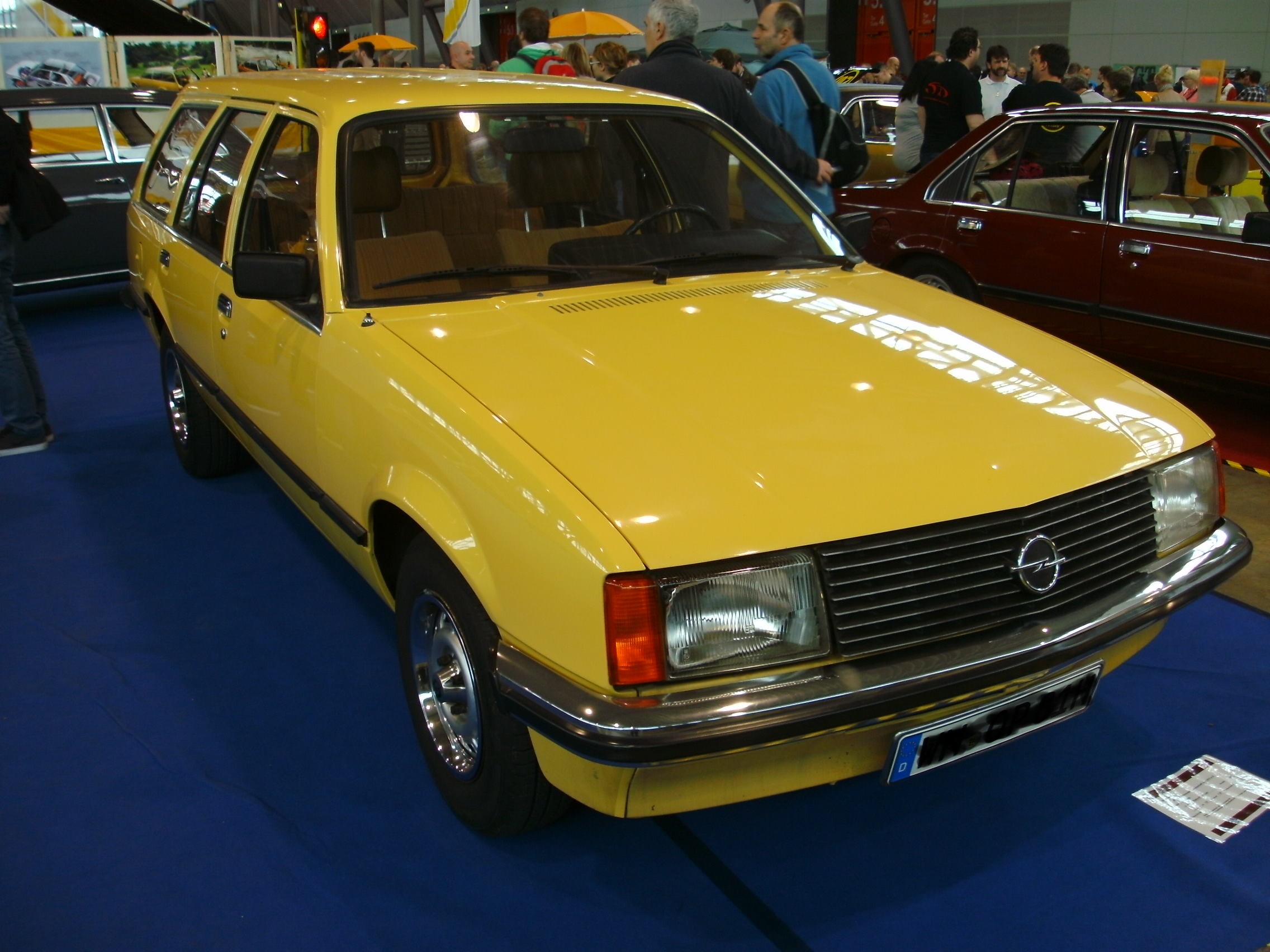
Opel Rekord Caravan, fünftürig (1977–1981, vor Modellpflege)
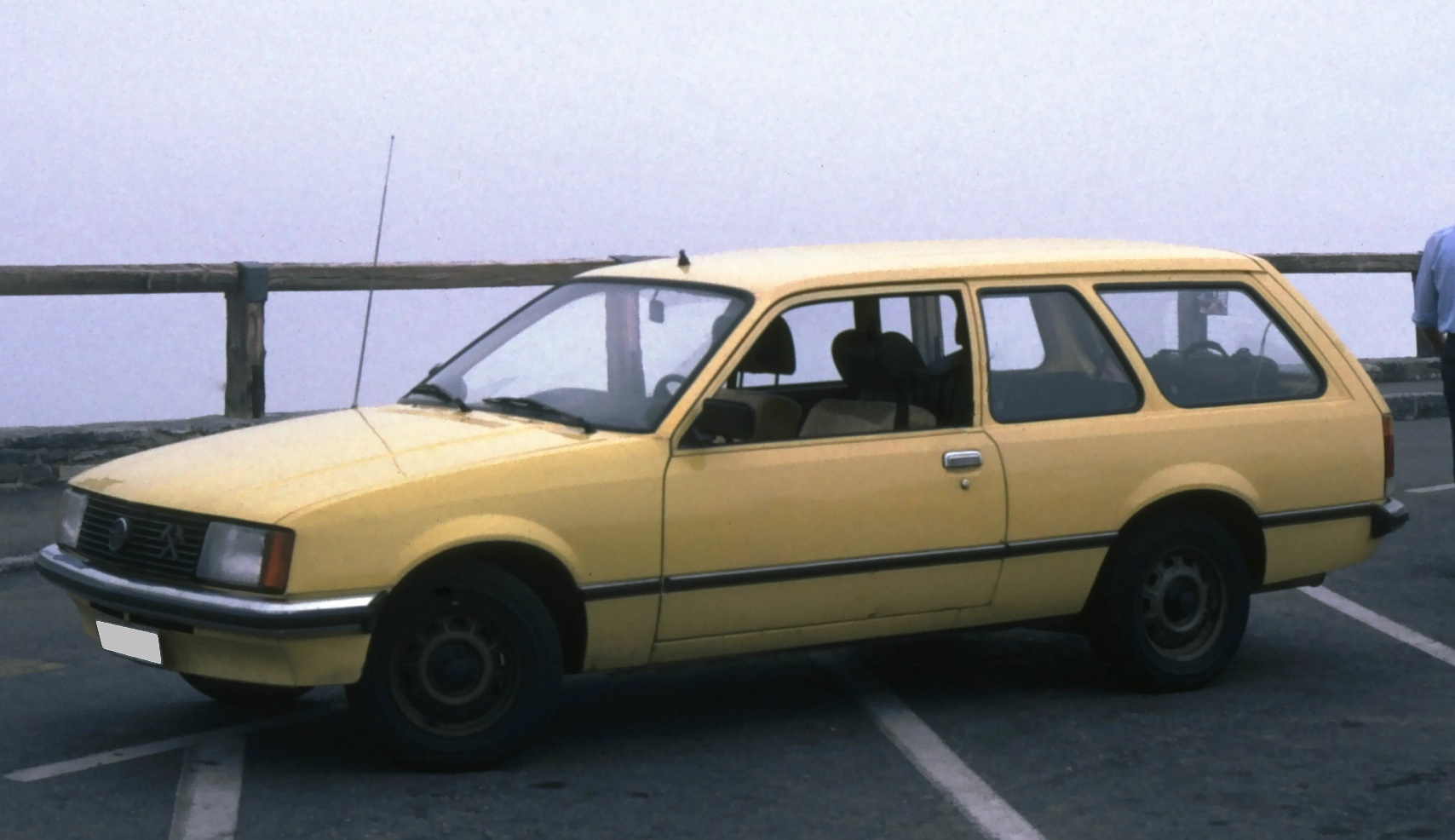
Opel Rekord Caravan, dreitürig (1977–1981, vor Modellpflege)
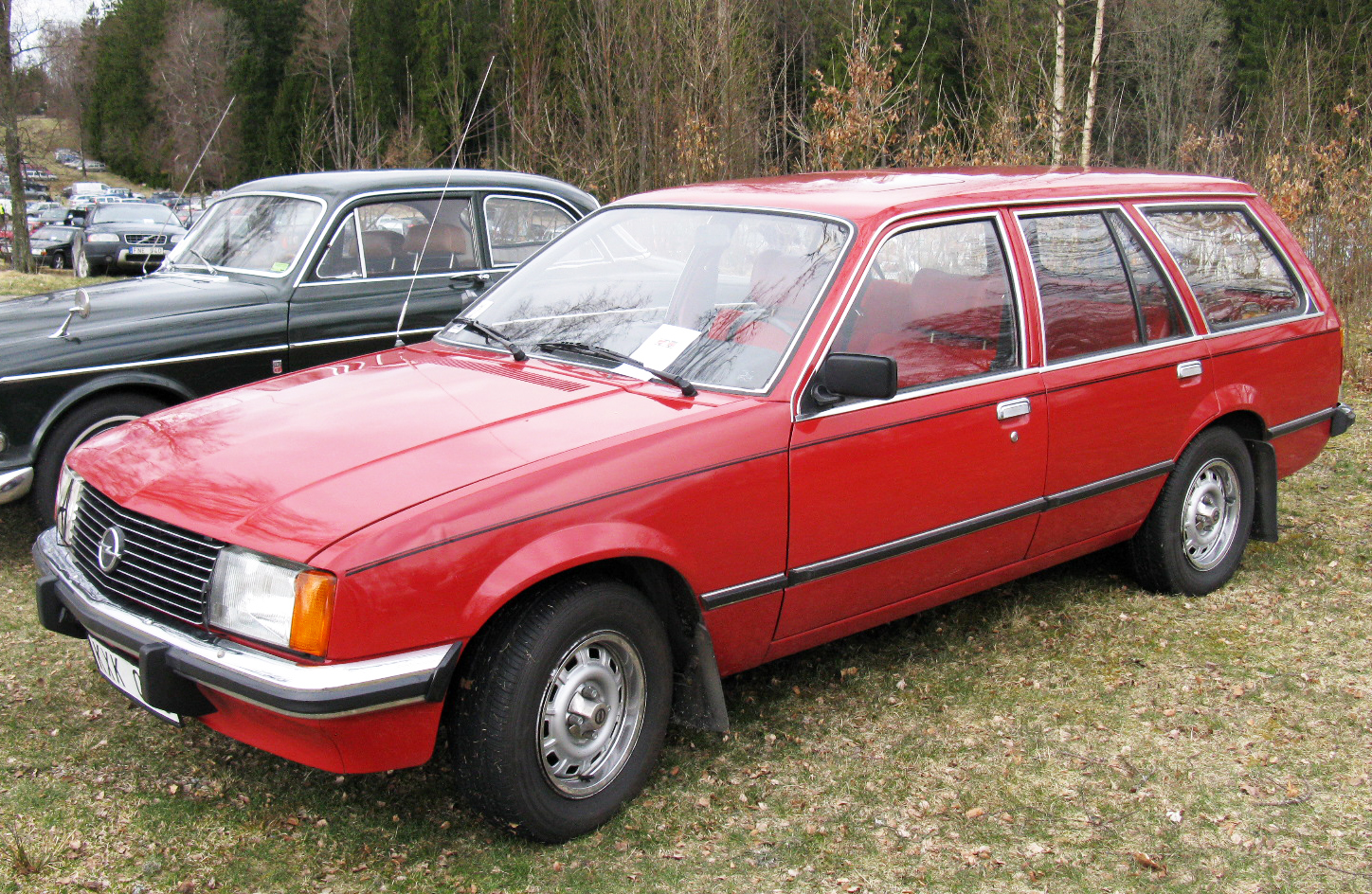
Opel Rekord Caravan, fünftürig (1977–1981, vor Modellpflege)
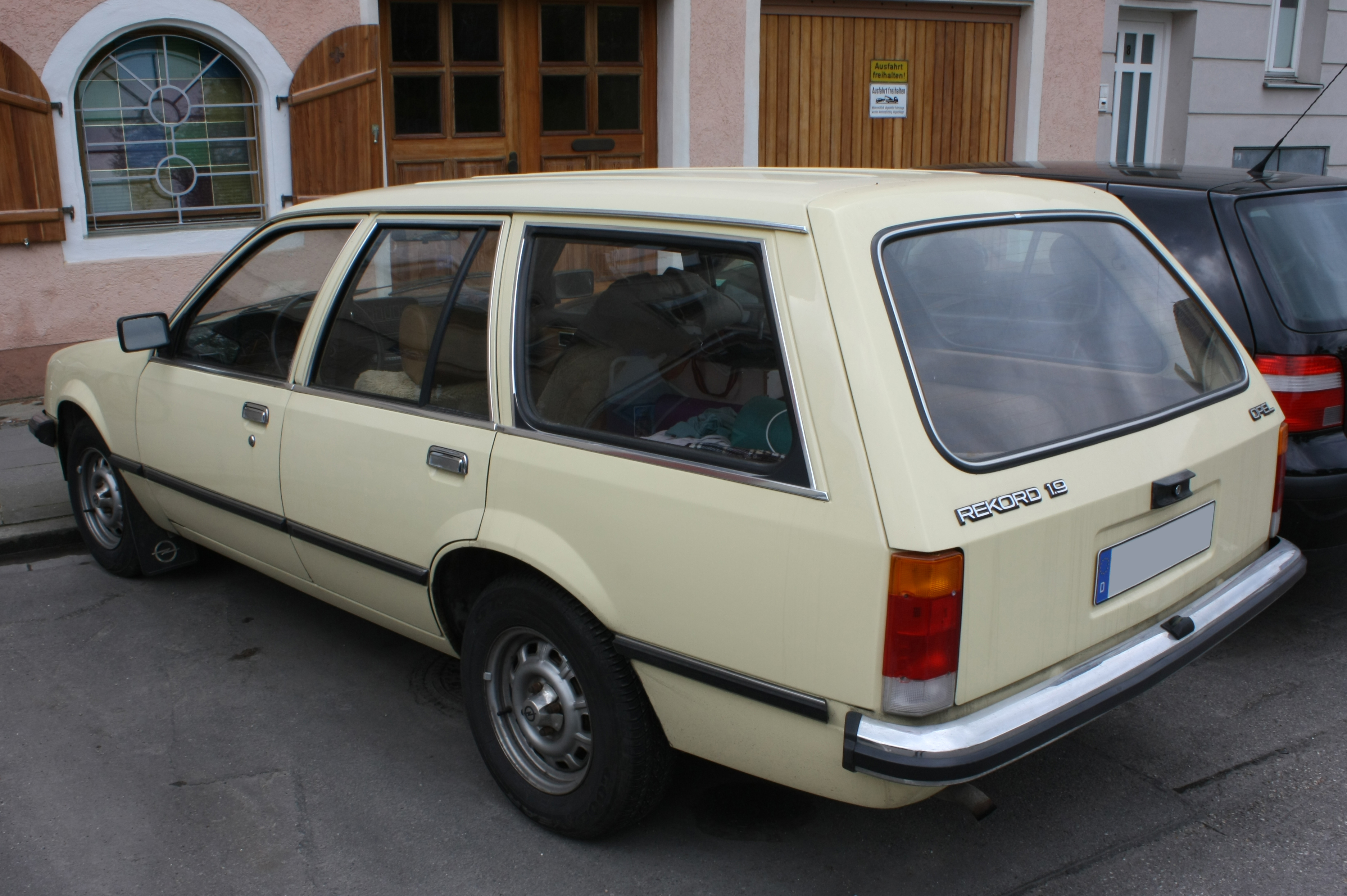
Opel Rekord Caravan fünftürig, Heckseitenansicht

### Modellpflege

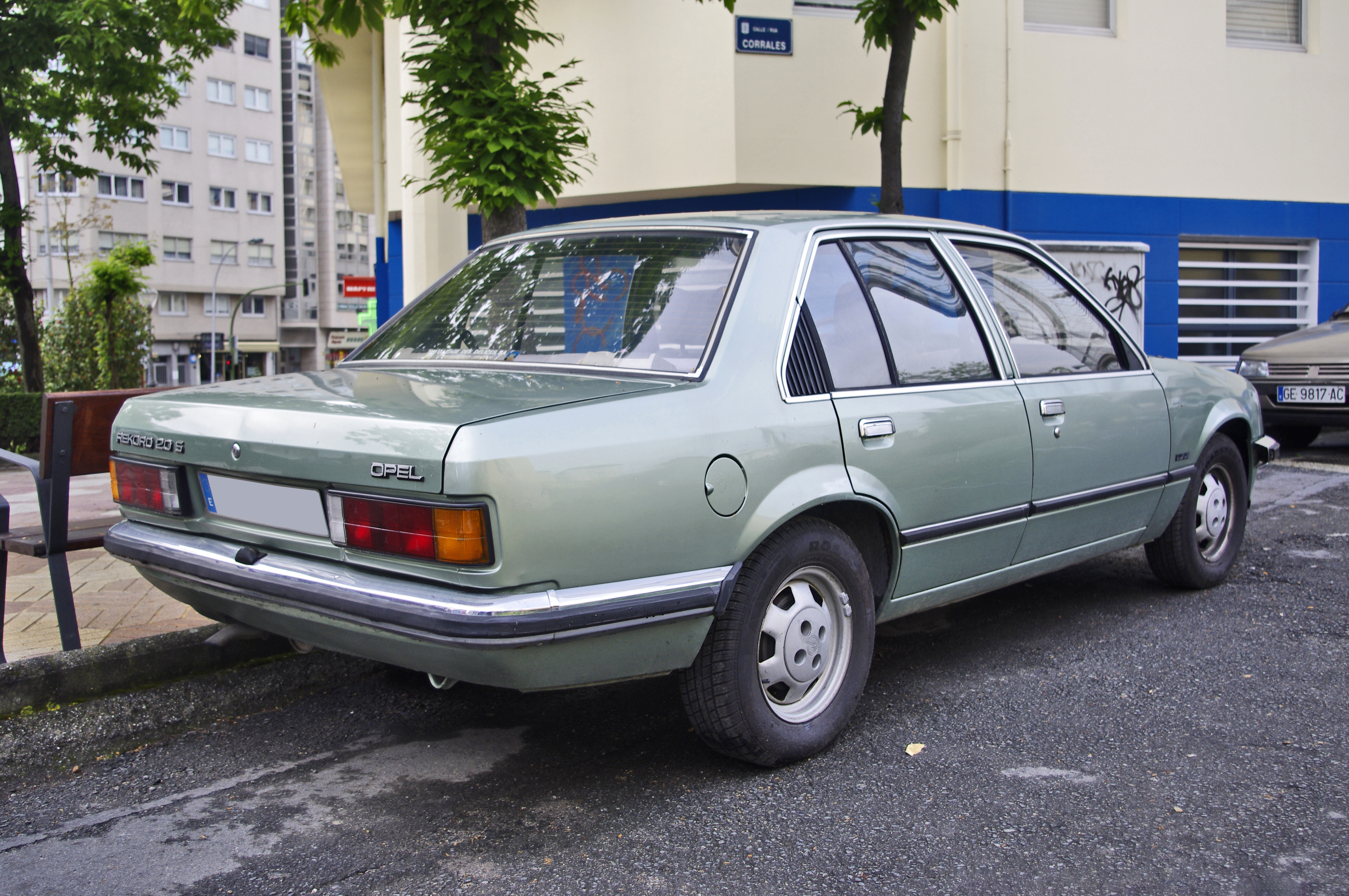
Rekord Luxus (1981–1982), Heckseitenansicht

Im Juli 1981 wurden Modellpflegemaßnahmen durchgeführt. Alle Modelle erhielten einen Kunststoffspoiler am Bug, der den cw-Wert von 0,447 auf 0,414 senkte; die Limousinen bekamen Heckleuchten mit schwarzer statt roter Einfassung. Der Rekord L hieß nun Luxus mit entsprechendem Schriftzug am Kotflügel, integrierten Außenspiegeln (außer Basis) und, bei der Limousine, einer verlängerten hinteren Stoßstange wie bei Senator und Monza. Der Berlina erhielt breitere Seitenschutzleisten vom Senator/Monza, Gummileisten auf den Stoßfängern und eine umlaufende Chromleiste an den Heckleuchten vom Commodore; die zweitürige Berlina entfiel. Neue Polsterfarben waren Beige, Braun, Dunkelgrün, Dunkelblau und Dunkelgrau, wobei Standard- und Luxusmodelle gleichen Stoff erhielten, der Berlina Velours behielt.
Im August 1978 stieg der Diesel von 2.1 auf 2.3 Liter (65 PS), 1979 entfiel der 1.7 N. Ab April 1982 erschien der sportliche Rekord SR/E auf Basis des Luxus mit Zweifarbenlackierung als zwei- und viertürige Limousine sowie fünftüriger Caravan, als Ersatz für das S-Paket. Marktspezifische Varianten wie Royale, Regent, Touring und Classic wurden eingeführt.
Im August 1982 endete die Produktion des Rekord E1 mit 967.064 Einheiten: 769.086 Limousinen (127.544 Zweitürer, 641.542 Viertürer), 167.501 Caravans (26.652 Dreitürer, 140.849 Fünftürer) und 30.477 dreitürige Lieferwagen für Gewerbezwecke mit Steuervorteilen.

### Sondermodelle
Insbesondere zum Auslauf des E1 wurden eine Reihe von Sondermodellen aufgelegt:
- Spezialmodelle, 1979
- Sparparade, 1979
- Regent, 1980
- Overdrive Luxus, 1980 (Sonder-Einführungsmodell fürs Getriebe)
- Royale, 1981
- Classic, 1982
- Touring, 1982
- SR/E, 1982

### Technische Daten
| Opel Rekord                         | 1,7 N                                                                                                   | 1,9 N                                                                                                   | 2,0 N                                                                                                   | 2,0 S                                                                                                   | 2,0 E                                                                                                   | 2,1 D                                                                                                   | 2,3 D                                                                                                   |
| ----------------------------------- | --- | --- | --- | --- | --- | --- | --- |
| Motor                               | 4-Zylinder-Reihenmotor (Viertakt)                                                                       | 4-Zylinder-Reihenmotor (Viertakt)                                                                       | 4-Zylinder-Reihenmotor (Viertakt)                                                                       | 4-Zylinder-Reihenmotor (Viertakt)                                                                       | 4-Zylinder-Reihenmotor (Viertakt)                                                                       | 4-Zylinder-Reihenmotor (Viertakt)                                                                       | 4-Zylinder-Reihenmotor (Viertakt)                                                                       |
| Hubraum                             | 1698 cm³                                                                                                | 1897 cm³                                                                                                | 1979 cm³                                                                                                | 1979 cm³                                                                                                | 1979 cm³                                                                                                | 2068 cm³                                                                                                | 2260 cm³                                                                                                |
| Bohrung × Hub                       | 88 × 69,8 mm                                                                                            | 93 × 69,8 mm                                                                                            | 95 × 69,8 mm                                                                                            | 95 × 69,8 mm                                                                                            | 95 × 69,8 mm                                                                                            | 88 × 85 mm                                                                                              | 92 × 85 mm                                                                                              |
| Leistung bei 1/min                  | 44 kW (60 PS) bei 4800                                                                                  | 55 kW (75 PS) bei 4800                                                                                  | 66 kW (90 PS) bei 5200                                                                                  | 74 kW (100 PS) bei 5200                                                                                 | 81 kW (110 PS) bei 5400                                                                                 | 44 kW (60 PS) bei 4000                                                                                  | 48 kW (65 PS) bei 4200                                                                                  |
| Max. Drehmoment bei 1/min           | 112 Nm bei 2600                                                                                         | 132 Nm bei 2800                                                                                         | 142 Nm bei 3400                                                                                         | 165 Nm bei 3600                                                                                         | 159 Nm bei 3000                                                                                         | 118 Nm bei 2500                                                                                         | 126 Nm bei 2500                                                                                         |
| Verdichtung                         | 8,0 : 1                                                                                                 | 7,9 : 1                                                                                                 | 8,0: 1                                                                                                  | 9,0 : 1                                                                                                 | 9,4 : 1                                                                                                 | 22,0 : 1                                                                                                | 22,0 : 1                                                                                                |
| Gemischaufbereitung                 | 1 Fallstromvergaser                                                                                     | 1 Fallstromvergaser                                                                                     | 1 Register-Fallstromvergaser                                                                            | 1 Register-Fallstromvergaser                                                                            | elektronische Einspritzung (Bosch L-, ab Modelljahr'82 LE-Jetronic)                                     | Wirbelkammereinspritzung, Bosch-VEP                                                                     | Wirbelkammereinspritzung, Bosch-VEP                                                                     |
| Ventilsteuerung                     | Hängende Ventile, Kipphebel, Hydrostößel und obenliegende Nockenwelle, Duplexkette                      | Hängende Ventile, Kipphebel, Hydrostößel und obenliegende Nockenwelle, Duplexkette                      | Hängende Ventile, Kipphebel, Hydrostößel und obenliegende Nockenwelle, Duplexkette                      | Hängende Ventile, Kipphebel, Hydrostößel und obenliegende Nockenwelle, Duplexkette                      | Hängende Ventile, Kipphebel, Hydrostößel und obenliegende Nockenwelle, Duplexkette                      | Hängende Ventile, Kipphebel, Hydrostößel und obenliegende Nockenwelle, Duplexkette                      | Hängende Ventile, Kipphebel, Hydrostößel und obenliegende Nockenwelle, Duplexkette                      |
| Kühlung                             | Wasserkühlung                                                                                           | Wasserkühlung                                                                                           | Wasserkühlung                                                                                           | Wasserkühlung                                                                                           | Wasserkühlung                                                                                           | Wasserkühlung                                                                                           | Wasserkühlung                                                                                           |
| Getriebe                            | 4-Gang-Getriebe, Knüppelschaltung (a. W. (außer 1,7 N) Dreigangautomatik (Opel)) ab 1981 a.W. Overdrive | 4-Gang-Getriebe, Knüppelschaltung (a. W. (außer 1,7 N) Dreigangautomatik (Opel)) ab 1981 a.W. Overdrive | 4-Gang-Getriebe, Knüppelschaltung (a. W. (außer 1,7 N) Dreigangautomatik (Opel)) ab 1981 a.W. Overdrive | 4-Gang-Getriebe, Knüppelschaltung (a. W. (außer 1,7 N) Dreigangautomatik (Opel)) ab 1981 a.W. Overdrive | 4-Gang-Getriebe, Knüppelschaltung (a. W. (außer 1,7 N) Dreigangautomatik (Opel)) ab 1981 a.W. Overdrive | 4-Gang-Getriebe, Knüppelschaltung (a. W. (außer 1,7 N) Dreigangautomatik (Opel)) ab 1981 a.W. Overdrive | 4-Gang-Getriebe, Knüppelschaltung (a. W. (außer 1,7 N) Dreigangautomatik (Opel)) ab 1981 a.W. Overdrive |
| Radaufhängung vorn                  | MacPherson-Federbeine, Querlenker                                                                       | MacPherson-Federbeine, Querlenker                                                                       | MacPherson-Federbeine, Querlenker                                                                       | MacPherson-Federbeine, Querlenker                                                                       | MacPherson-Federbeine, Querlenker                                                                       | MacPherson-Federbeine, Querlenker                                                                       | MacPherson-Federbeine, Querlenker                                                                       |
| Radaufhängung hinten                | Starrachse an vier Längslenkern und Panhardstab, Schraubenfedern                                        | Starrachse an vier Längslenkern und Panhardstab, Schraubenfedern                                        | Starrachse an vier Längslenkern und Panhardstab, Schraubenfedern                                        | Starrachse an vier Längslenkern und Panhardstab, Schraubenfedern                                        | Starrachse an vier Längslenkern und Panhardstab, Schraubenfedern                                        | Starrachse an vier Längslenkern und Panhardstab, Schraubenfedern                                        | Starrachse an vier Längslenkern und Panhardstab, Schraubenfedern                                        |
| Karosserie                          | Stahlblech, selbsttragend                                                                               | Stahlblech, selbsttragend                                                                               | Stahlblech, selbsttragend                                                                               | Stahlblech, selbsttragend                                                                               | Stahlblech, selbsttragend                                                                               | Stahlblech, selbsttragend                                                                               | Stahlblech, selbsttragend                                                                               |
| Spurweite vorn/hinten               | 1435/1412 mm                                                                                            | 1435/1412 mm                                                                                            | 1435/1412 mm                                                                                            | 1435/1412 mm                                                                                            | 1435/1412 mm                                                                                            | 1435/1412 mm                                                                                            | 1435/1412 mm                                                                                            |
| Radstand                            | 2668 mm                                                                                                 | 2668 mm                                                                                                 | 2668 mm                                                                                                 | 2668 mm                                                                                                 | 2668 mm                                                                                                 | 2668 mm                                                                                                 | 2668 mm                                                                                                 |
| Länge                               | 4620 mm                                                                                                 | 4620 mm                                                                                                 | 4620 mm                                                                                                 | 4620 mm                                                                                                 | 4620 mm                                                                                                 | 4620 mm                                                                                                 | 4620 mm                                                                                                 |
| Leergewicht                         | 1145–1370 kg                                                                                            | 1145–1370 kg                                                                                            | 1145–1370 kg                                                                                            | 1145–1370 kg                                                                                            | 1145–1370 kg                                                                                            | 1145–1370 kg                                                                                            | 1145–1370 kg                                                                                            |
| Höchstgeschwindigkeit               | 143 km/h                                                                                                | 147–152 km/h                                                                                            | 157–162 km/h                                                                                            | 165–170 km/h                                                                                            | 171–176 km/h                                                                                            | 130–135 km/h                                                                                            | 132–137 km/h                                                                                            |
| 0–100 km/h                          | 21,5 s                                                                                                  | 17,5–19 s                                                                                               | 15–16,5 s                                                                                               | 13,5–15 s                                                                                               | 13–14,5 s                                                                                               | 26,5–31,5 s                                                                                             | 25–29 s                                                                                                 |
| Verbrauch (Liter/100 Kilometer) (1) | 12,0 N                                                                                                  | 12–13,0 N                                                                                               | 12,5–13,5 N                                                                                             | 12,5–13,5 S                                                                                             | 12,5–13,5 S                                                                                             | 10,0–10,5 D                                                                                             | 10,5–11,0 D                                                                                             |

## Rekord E2 (1982–1986)

### Allgemeines

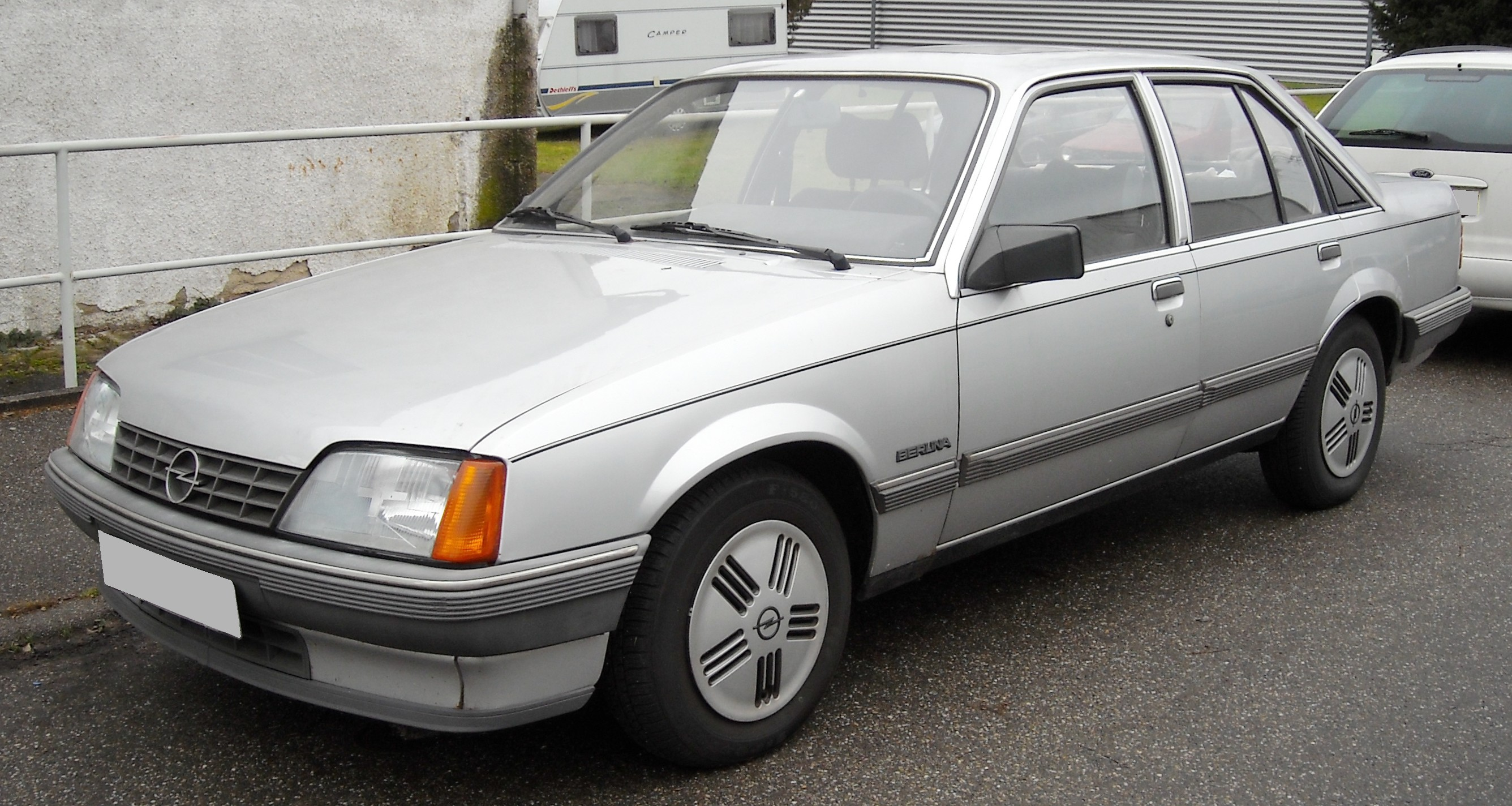
Opel Rekord (1982–1986)

Im September 1982 wurde der überarbeitete Opel Rekord E2 vorgestellt, mit Produktionsstart im Oktober und Verkaufsbeginn im November 1982. Obwohl technisch weitgehend auf dem Rekord E1 basierend, gelang es Opel mit überschaubarem finanziellen Aufwand, ein modernes und optisch ansprechendes Fahrzeug zu schaffen. Noch im Januar 1982 spekulierte die Zeitschrift „Auto Motor und Sport“ über den neuen Rekord, was zeigt, wie erfolgreich Opel das Modell vor „Erlkönig-Jägern“ verbarg und den Zeitpunkt der Enthüllung selbst bestimmte.
Die Karosserie und Armaturentafel wurden umfassend überarbeitet. Im Windkanal von Pininfarina in Grugliasco (Turin) optimiert, erhielt der Rekord zeitgemäße Kunststoffstoßfänger, eine abgeflachte Motorhaube mit schärferem, geneigtem Frontbereich (trapezförmige Scheinwerfer, schmalerer Kühlergrill im Stil der Ascona C) und einen um etwa 2 cm höheren, kantigeren Kofferraumdeckel mit größeren Rückleuchten. Breitere Seitenschutzleisten und neue Radkappen (auch in Leichtmetall) kamen hinzu. Die Zwangsentlüftung am C-Säulenbereich wurde von einer gefächerten Blende zu einem glatten, dreieckigen Kunststoffteil geändert. Der Luftwiderstandsbeiwert sank auf cw = 0,36, ein Spitzenwert in seiner Klasse, wenngleich hinter der Audi 100 C3 (cw = 0,30) vom Sommer 1982. Erst der Opel Omega A sollte diesen Wert später übertreffen. 
Die zweite Energiekrise Ende der 1970er Jahre machte kraftstoffsparende Maßnahmen zum zentralen Verkaufsargument, da Fahrzeuge mit hohem Verbrauch kaum noch verkäuflich waren und stark an Wert verloren. Die geglättete Karosserie, ein im Frontspoiler integrierter Lufteinlass und das angehobene Heck reduzierten den Verbrauch deutlich – z. B. beim 20S um 0,7 l/100 km, beim 18N um bis zu 7 % (gegenüber 19N) und beim 18S um bis zu 25 % (gegenüber 20N) – und verbesserten die Fahrleistungen. Das Kofferraumvolumen wuchs um 10 Liter auf 490 Liter (VDA-Methode).
Im Innenraum wurden Armaturentafel, Instrumente, Lenkrad und Nebenbedienelemente angepasst. Die Motoren 1.7 N, 1.9 N und 2.0 N entfielen zugunsten der im Ascona C und Kadett D eingeführten OHC-Motoren mit Querstrom-Leichtmetall-Zylinderkopf: 1.8 N (1.796 cm³, 55 kW/75 PS) und 1.8 S (66 kW/90 PS), beide mit Vergaser, wobei der 1.8 S bereits im Manta B debütierte. Die 2.0-CIH-Motoren (2.0 S: 74 kW/100 PS; 2.0 E: 81 kW/110 PS) blieben erhalten, der italienische 2.0 D entfiel. Der 2.3-Diesel (48 kW/65 PS) wurde übernommen und behielt den charakteristischen Haubenbuckel. Der 1.8 N kam mit Viergang-Schaltgetriebe, die anderen Motoren optional mit Fünfgang-Schaltgetriebe oder Dreigang-Automatikgetriebe (Drehmomentwandler). Erstmals war eine Servolenkung erhältlich.
Die zweitürige Limousine entfiel aufgrund geringer Nachfrage beim E1, ebenso höherwertige Ausstattungen beim dreitürigen Caravan. Der Rekord war nun nur noch als viertürige Limousine oder drei-/fünftüriger Caravan lieferbar. Die Berlina-Limousine erhielt vollflächige Radabdeckungen, die grüne Innenausstattung und die SR/E-Variante wurden gestrichen. Die dreitürige Lieferwagenversion mit verschlossenen Seitenscheiben blieb für bestimmte Märkte erhalten, das Sondermodell „Rekord Caravan Pirsch“ bis zur Produktionseinstellung 1986 im Programm.

### Modellpflege
Im März 1983 wurde das Topmodell Rekord CD auf Basis des Rekord Berlina mit 2.0-E-Motor eingeführt. Erkennbar an einer Aluminium-Zierleiste auf der Motorhaube, Schwellerverkleidungen und vollflächigen Radkappen (ähnlich dem Ascona CD), bot es ein Feinvelours-Interieur im Stil des Ascona CD.
Ab Modelljahr 1984 erhielt der Rekord Caravan Berlina die Radkappen der Limousine und eine geteilt umklappbare Rücksitzbank, optional auch für einfachere Caravan-Modelle. Neu war der Caravan in CD-Ausstattung. Im August 1983 stieg die Leistung des 2.3 D auf 52 kW (71 PS). 
Im Mai 1984 wurde der 2.3 Turbo D mit 63 kW (86 PS) eingeführt. Er hat – wie die freisaugende Ausführung des Motors –  eine indirekte Einspritzung. Ferner erhielt er einen zweiten Ölkanal mit Spritzdüsen zur Kolbenkühlung, verbesserte Ventile und Sitze, eine größere Ölpumpe mit Ölkühler, einen zusätzlichen Ölfilter für den KKK-K24-Turbolader (max. 0,7 bar Ladedruck bei 1800–2200/min) und eine angepasste Verteilereinspritzpumpe mit ladedruckabhängigem Volllastanschlag. Der Fünfgang-Schaltgetriebe war hier serienmäßig.
Im Oktober 1984 wurden die Ausstattungen neu geordnet: Der Basis-Rekord wurde zum LS mit vollflächigen Radkappen, neuen Stoffen, Mittelarmlehne, teppichbezogener Heckablage, stoffbezogenen Kopfstützen und Türverkleidungen, ähnlich dem bisherigen Luxus. Der Rekord Luxus wurde zum GL mit hochwertigem Velours und Radkappen des bisherigen Berlina. Der Rekord Berlina wurde zum GLS mit Feinvelours, Radkappen und Schwellerverkleidungen des CD. Der CD blieb, verlor die Haubenzierleiste und erhielt schmalere Reifen. Später kamen GLS Exclusiv und Touring hinzu. Ebenfalls im Juni 1985 debütierte ein 1.8i mit Katalysator (73 kW/100 PS).
Im September 1984 ersetzte der 2.2i (85 kW/115 PS) den 2.0 E, mit 8 mm längerem Kolbenhub für besseren Durchzug bei niedrigen Drehzahlen. In manchen Exportmärkten blieb der 2.0 E wegen Steuerregelungen verfügbar.
Die Produktion des Rekord E2 endete im August 1986, Nachfolger war der Omega A.

### Bildübersicht

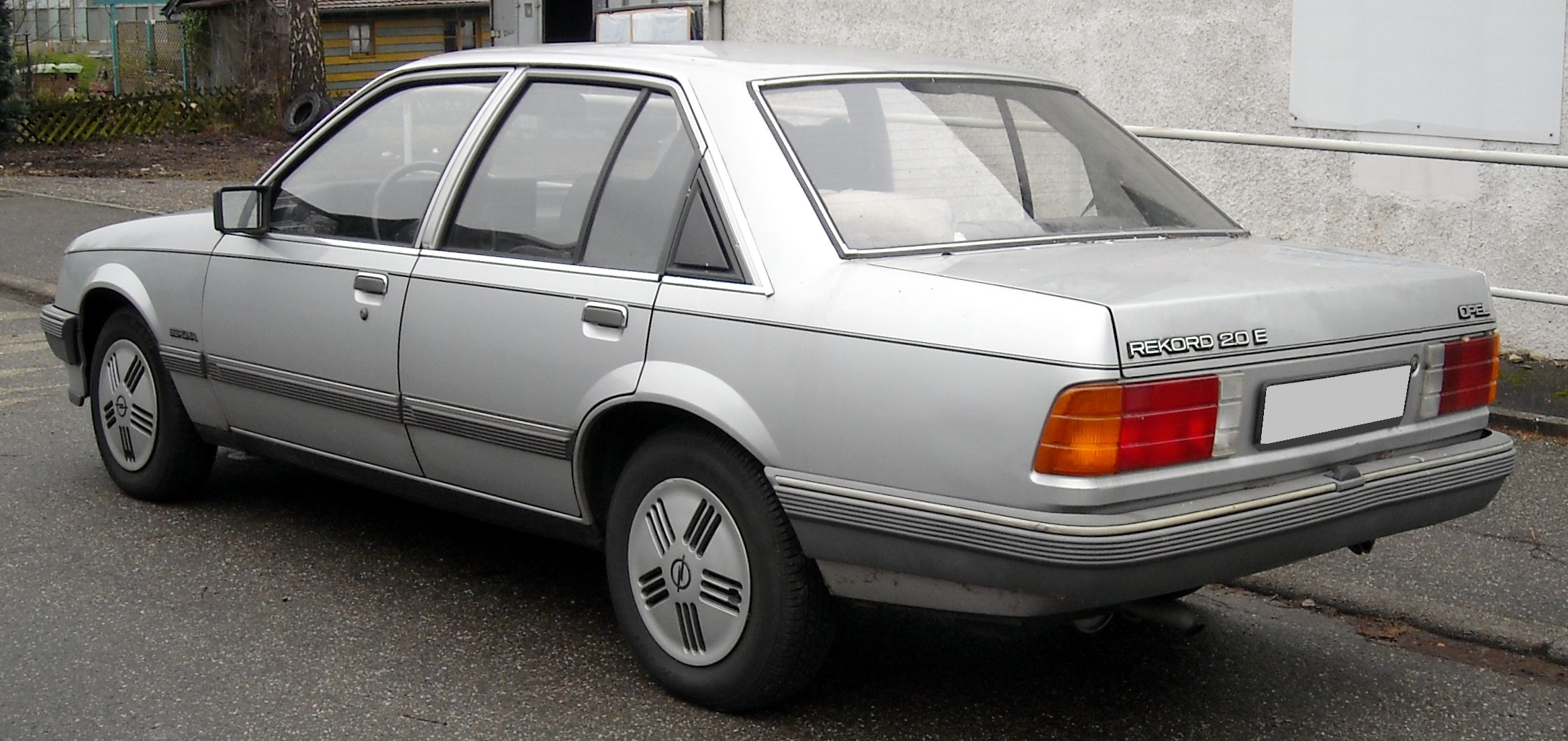
Heckansicht
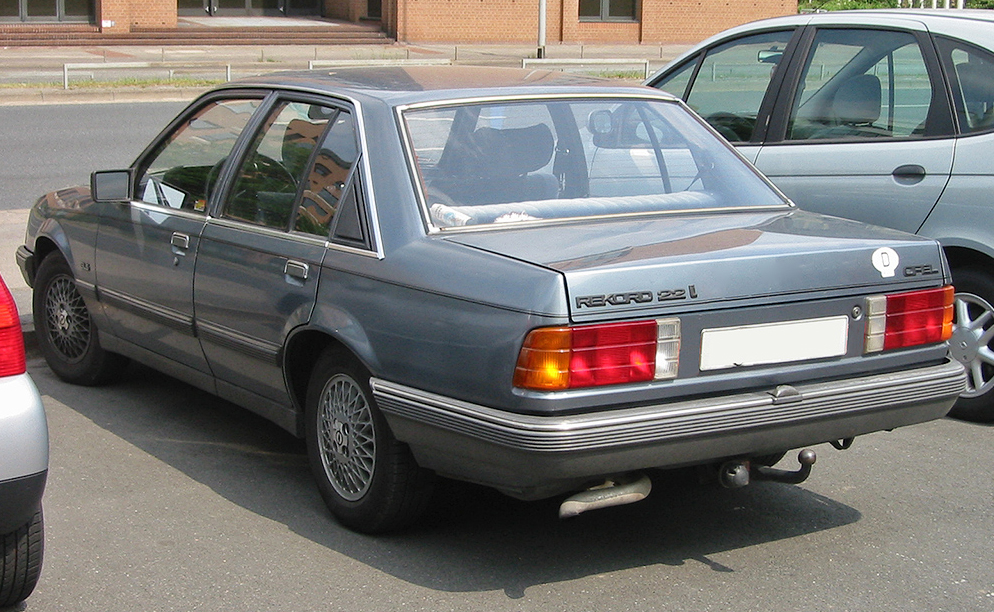
Opel Rekord 2.2i (1984–1986)
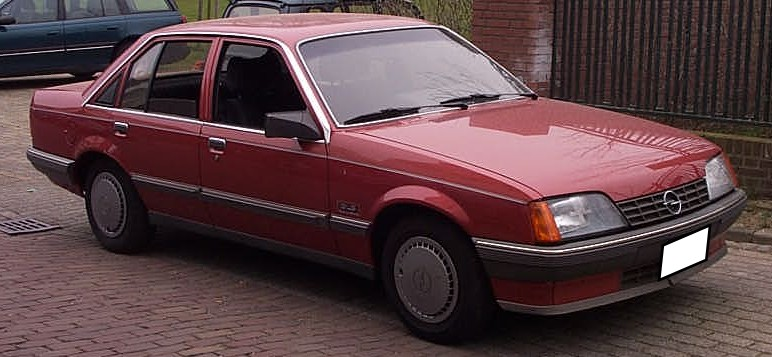
Opel Rekord GLS Exklusiv (1986)
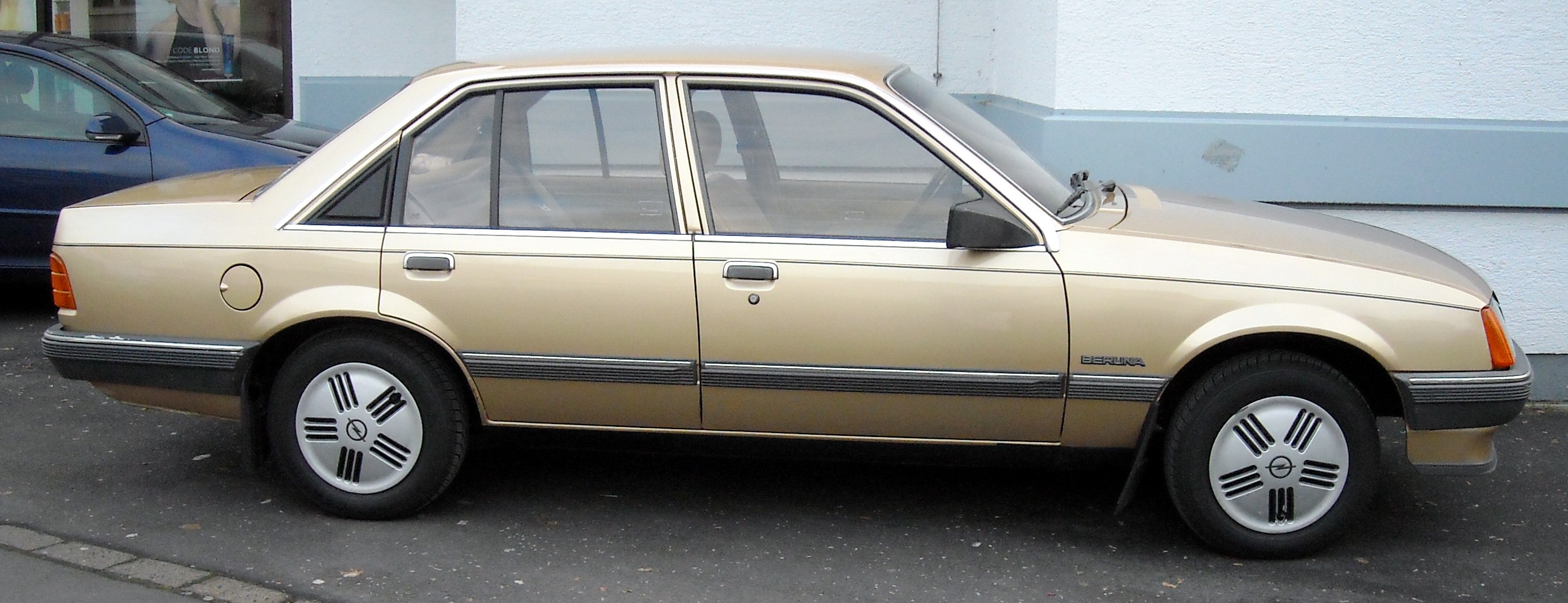
Opel Rekord Berlina (1983)
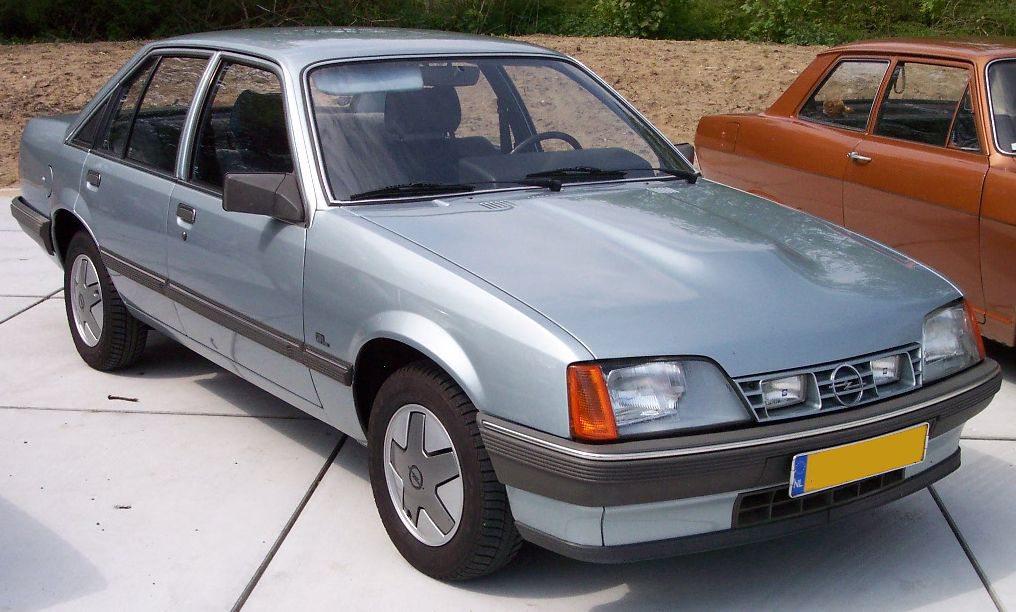
Opel Rekord 2.3 Diesel mit dem typischen Buckel in der Haube
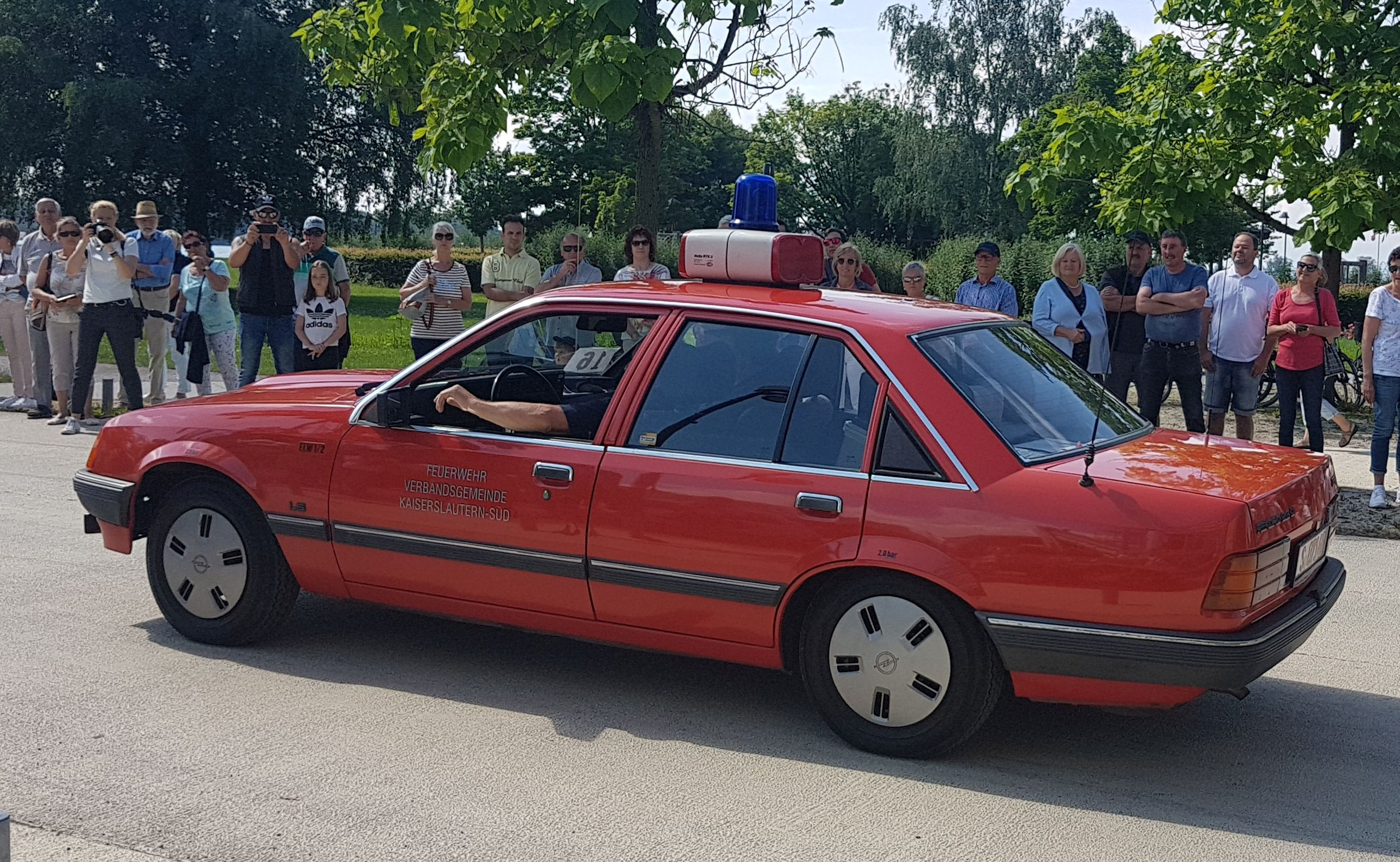
Opel Rekord Einsatzleitwagen ELW 1
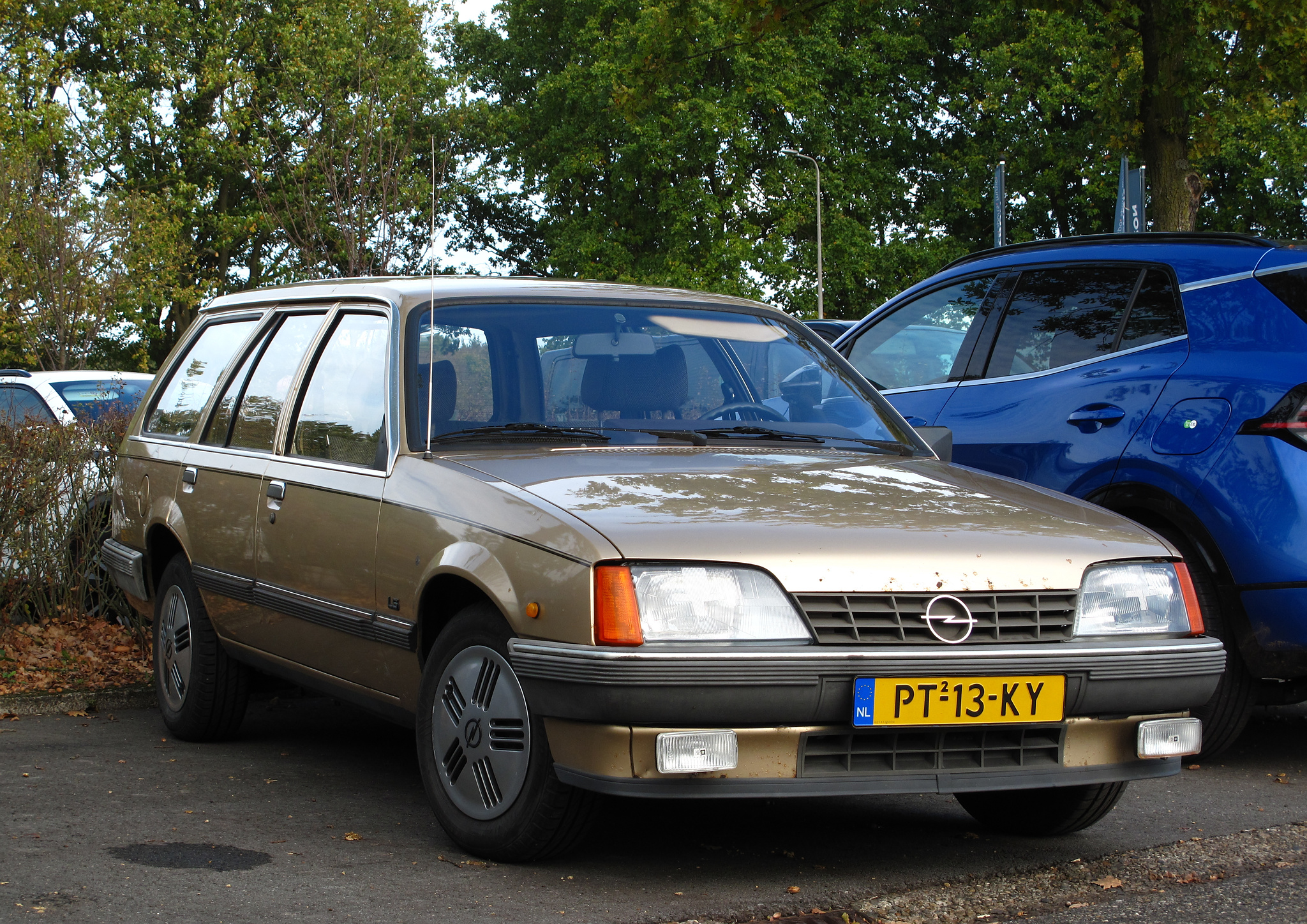
Opel Rekord Caravan (1982–1986)
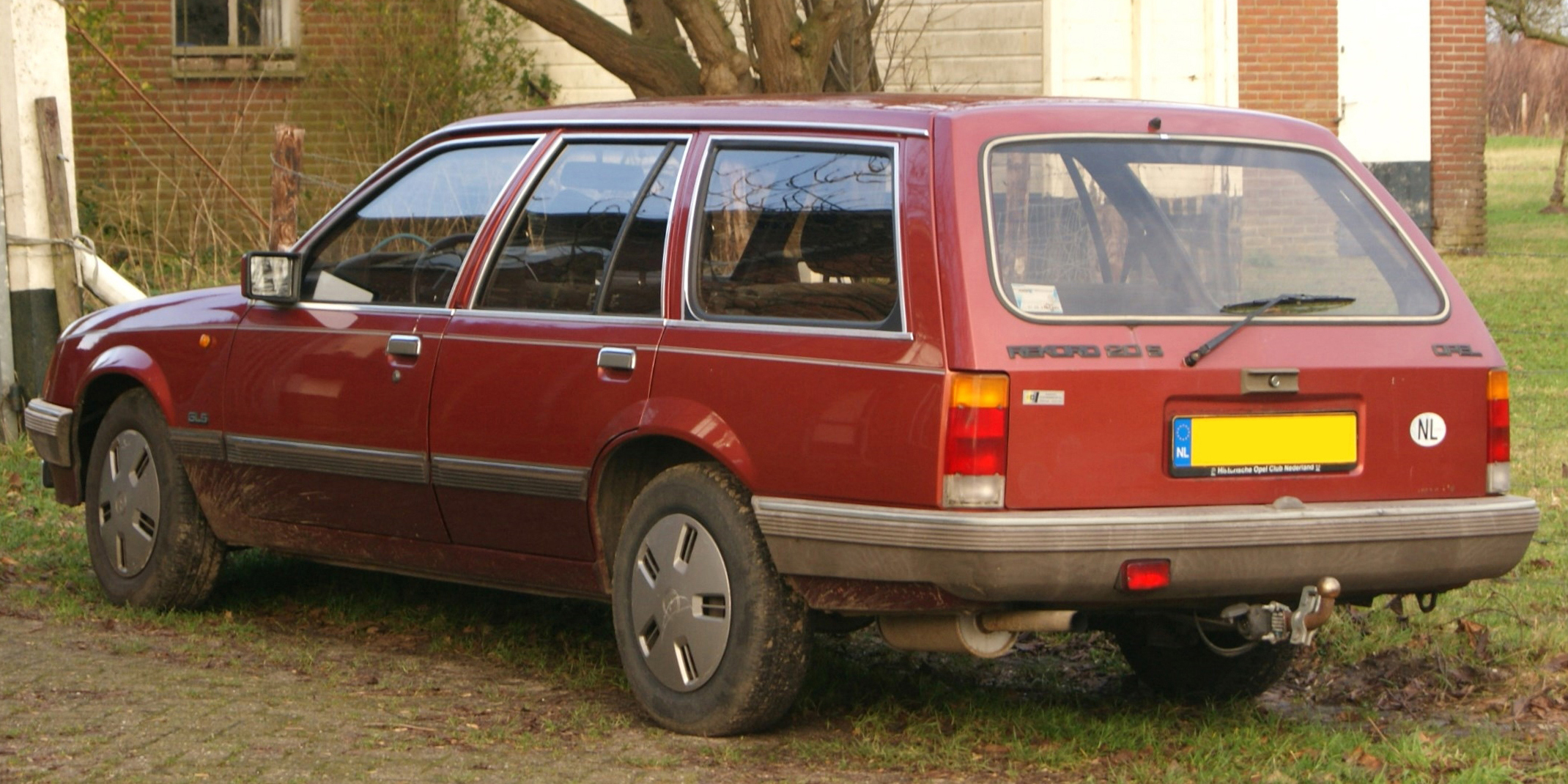
Opel Rekord Caravan (1982–1986)

### Sondermodelle
Wie schon beim E1 wurden auch beim E2 eine Reihe von Sondermodellen aufgelegt:
- Royal, 1985
- Sport, 1985
- GLS Exklusiv, 1985/86
- Touring, 1985/86

### Katalysator und ABS
Ab November 1984 war der Rekord auch mit ABS erhältlich.
Im August 1985 kam die vom C18NE-Motor des Kadett und Ascona abgeleitete Katalysator-Variante „1.8 i“ (C18NV) als eines der ersten abgasgereinigten Fahrzeuge auf den deutschen Markt.

### Produktionsende
Im Juni 1986 wurde die Produktion der letzten Rekord-E2-Modelle nach 487.193 Einheiten abgeschlossen. Darüber hinaus wurde nach Kapitän (1970) sowie Admiral (1976) ein weiterer großer Traditionsname aus dem Hause Opel fallengelassen. Der Nachfolger trug ab September 1986 die Bezeichnung Omega.

### Technische Daten
| Opel Rekord                         | 1,8 N                                                                                   | 1,8 S                                                                                   | 1,8 i Kat                                                                               | 2,0 S                                                                                   | 2,0 E                                                                                   | 2,2 i                                                                                   | 2,3 D                                                                                   | 2,3 TD                                                                    |            |
| ----------------------------------- | --------------------------------------------------------------------------------------- | --------------------------------------------------------------------------------------- | --------------------------------------------------------------------------------------- | --------------------------------------------------------------------------------------- | --------------------------------------------------------------------------------------- | --------------------------------------------------------------------------------------- | --------------------------------------------------------------------------------------- | ------------------------------------------------------------------------- | ---------- |
| Motor                               | 4-Zylinder-Reihenmotor (Viertakt)                                                       | 4-Zylinder-Reihenmotor (Viertakt)                                                       | 4-Zylinder-Reihenmotor (Viertakt)                                                       | 4-Zylinder-Reihenmotor (Viertakt)                                                       | 4-Zylinder-Reihenmotor (Viertakt)                                                       | 4-Zylinder-Reihenmotor (Viertakt)                                                       | 4-Zylinder-Reihenmotor (Viertakt)                                                       | 4-Zylinder-Reihenmotor (Viertakt)                                         |            |
| Hubraum                             | 1796 cm³                                                                                | 1796 cm³                                                                                | 1796 cm³                                                                                | 1979 cm³                                                                                | 1979 cm³                                                                                | 2197 cm³                                                                                | 2260 cm³                                                                                | 2260 cm³                                                                  |            |
| Bohrung × Hub                       | 84,8 × 79,5 mm                                                                          | 84,8 × 79,5 mm                                                                          | 84,8 × 79,5 mm                                                                          | 95 × 69,8 mm                                                                            | 95 × 69,8 mm                                                                            | 95 × 77,5 mm                                                                            | 92 × 85 mm                                                                              | 92 × 85 mm                                                                | 92 × 85 mm |
| Leistung bei 1/min                  | 55 kW (75 PS) bei 5400                                                                  | 66 kW (90 PS) bei 5400                                                                  | 74 kW (100 PS) bei 5600                                                                 | 74 kW (100 PS) bei 5200                                                                 | 81 kW (110 PS) bei 5400                                                                 | 85 kW (115 PS) bei 4800                                                                 | 48–52 kW (65–73 PS) bei 4200–4400                                                       | 63 kW (86 PS) bei 4200                                                    |            |
| Max. Drehmoment bei 1/min           | 132 Nm bei 3000                                                                         | 140 Nm bei 3200                                                                         | 137 Nm bei 3000                                                                         | 156 Nm bei 3800                                                                         | 162 Nm bei 3000                                                                         | 178 Nm bei 2800                                                                         | 126–132 Nm bei 2400–2500                                                                | 185 Nm bei 2200                                                           |            |
| Verdichtung                         | 8,2 : 1                                                                                 | 9,2 : 1                                                                                 | 8,9: 1                                                                                  | 9,0 : 1                                                                                 | 9,4 : 1                                                                                 | 9,4 : 1                                                                                 | 22,0 : 1                                                                                | 23,0 : 1                                                                  |            |
| Gemischaufbereitung                 | 1 Fallstromvergaser                                                                     | 1 Register-Fallstromvergaser                                                            | elektronische Einspritzung (Bosch LU-Jetronic)                                          | 1 Register-Fallstromvergaser                                                            | elektronische Einspritzung (Bosch LE-Jetronic)                                          | elektronische Einspritzung (Bosch LE-Jetronic)                                          | Wirbelkammereinspritzung, Bosch-VEP                                                     | Wirbelkammereinspritzung, Bosch-VEP, Abgasturboaufladung ohne Rückkühlung |            |
| Ventilsteuerung                     | Hängende Ventile, Hydrostößel (obenliegende Nockenwelle, Zahnriemen)                    | Hängende Ventile, Hydrostößel (obenliegende Nockenwelle, Zahnriemen)                    | Hängende Ventile, Hydrostößel (obenliegende Nockenwelle, Zahnriemen)                    | Hängende Ventile, Hydrostößel (obenliegende Nockenwelle, Duplexkette)                   | Hängende Ventile, Hydrostößel (obenliegende Nockenwelle, Duplexkette)                   | Hängende Ventile, Hydrostößel (obenliegende Nockenwelle, Duplexkette)                   | Hängende Ventile, Hydrostößel (obenliegende Nockenwelle, Duplexkette)                   | Hängende Ventile, Hydrostößel (obenliegende Nockenwelle, Duplexkette)     |            |
| Kühlung                             | Wasserkühlung                                                                           | Wasserkühlung                                                                           | Wasserkühlung                                                                           | Wasserkühlung                                                                           | Wasserkühlung                                                                           | Wasserkühlung                                                                           | Wasserkühlung                                                                           | Wasserkühlung                                                             |            |
| Getriebe                            | 4- oder 5-Gang-Getriebe, Mittelschaltung (a. W. (außer 1,8 N) Dreigangautomatik (Opel)) | 4- oder 5-Gang-Getriebe, Mittelschaltung (a. W. (außer 1,8 N) Dreigangautomatik (Opel)) | 4- oder 5-Gang-Getriebe, Mittelschaltung (a. W. (außer 1,8 N) Dreigangautomatik (Opel)) | 4- oder 5-Gang-Getriebe, Mittelschaltung (a. W. (außer 1,8 N) Dreigangautomatik (Opel)) | 4- oder 5-Gang-Getriebe, Mittelschaltung (a. W. (außer 1,8 N) Dreigangautomatik (Opel)) | 4- oder 5-Gang-Getriebe, Mittelschaltung (a. W. (außer 1,8 N) Dreigangautomatik (Opel)) | 4- oder 5-Gang-Getriebe, Mittelschaltung (a. W. (außer 1,8 N) Dreigangautomatik (Opel)) | 5-Gang-Getriebe, Mittelschaltung                                          |            |
| Radaufhängung vorn                  | MacPherson-Federbeine, Zugstreben, Schraubenfedern                                      | MacPherson-Federbeine, Zugstreben, Schraubenfedern                                      | MacPherson-Federbeine, Zugstreben, Schraubenfedern                                      | MacPherson-Federbeine, Zugstreben, Schraubenfedern                                      | MacPherson-Federbeine, Zugstreben, Schraubenfedern                                      | MacPherson-Federbeine, Zugstreben, Schraubenfedern                                      | MacPherson-Federbeine, Zugstreben, Schraubenfedern                                      | MacPherson-Federbeine, Zugstreben, Schraubenfedern                        |            |
| Radaufhängung hinten                | Starrachse an vier Längslenkern und Panhardstab, Schraubenfedern                        | Starrachse an vier Längslenkern und Panhardstab, Schraubenfedern                        | Starrachse an vier Längslenkern und Panhardstab, Schraubenfedern                        | Starrachse an vier Längslenkern und Panhardstab, Schraubenfedern                        | Starrachse an vier Längslenkern und Panhardstab, Schraubenfedern                        | Starrachse an vier Längslenkern und Panhardstab, Schraubenfedern                        | Starrachse an vier Längslenkern und Panhardstab, Schraubenfedern                        | Starrachse an vier Längslenkern und Panhardstab, Schraubenfedern          |            |
| Bremsen                             | Scheibenbremsen vorn, Ø 244 mm, Trommeln                                                | Scheibenbremsen vorn, Ø 244 mm, Trommeln                                                | Scheibenbremsen vorn, Ø 244 mm, Trommeln                                                | Scheibenbremsen vorn, Ø 244 mm, Trommeln                                                | Scheibenbremsen vorn, Ø 244 mm, Trommeln                                                | Scheibenbremsen vorn, Ø 244 mm, Trommeln                                                | Scheibenbremsen vorn, Ø 244 mm, Trommeln                                                | Scheibenbremsen vorn, Ø 244 mm, Trommeln                                  |            |
| Karosserie                          | Stahlblech, selbsttragend                                                               | Stahlblech, selbsttragend                                                               | Stahlblech, selbsttragend                                                               | Stahlblech, selbsttragend                                                               | Stahlblech, selbsttragend                                                               | Stahlblech, selbsttragend                                                               | Stahlblech, selbsttragend                                                               | Stahlblech, selbsttragend                                                 |            |
| Spurweite vorn/hinten               | 1435/1412 mm                                                                            | 1435/1412 mm                                                                            | 1435/1412 mm                                                                            | 1435/1412 mm                                                                            | 1435/1412 mm                                                                            | 1435/1412 mm                                                                            | 1435/1412 mm                                                                            | 1435/1412 mm                                                              |            |
| Radstand                            | 2668 mm                                                                                 | 2668 mm                                                                                 | 2668 mm                                                                                 | 2668 mm                                                                                 | 2668 mm                                                                                 | 2668 mm                                                                                 | 2668 mm                                                                                 | 2668 mm                                                                   |            |
| Länge                               | 4652 mm                                                                                 | 4652 mm                                                                                 | 4652 mm                                                                                 | 4652 mm                                                                                 | 4652 mm                                                                                 | 4652 mm                                                                                 | 4652 mm                                                                                 | 4652 mm                                                                   |            |
| Leergewicht                         | 1140–1305 kg                                                                            | 1140–1305 kg                                                                            | 1140–1305 kg                                                                            | 1140–1305 kg                                                                            | 1140–1305 kg                                                                            | 1140–1305 kg                                                                            | 1140–1305 kg                                                                            | 1140–1305 kg                                                              |            |
| Höchstgeschwindigkeit               | 154 km/h                                                                                | 160–165 km/h                                                                            | 167–177 km/h                                                                            | 169–175 km/h                                                                            | 175–181 km/h                                                                            | 180–187 km/h                                                                            | 145–153 km/h                                                                            | 165 km/h                                                                  |            |
| 0–100 km/h                          | 17,5 s                                                                                  | 15–16,5 s                                                                               | 14–15,5 s                                                                               | 13,5–15 s                                                                               | 13–14,5 s                                                                               | 12–13 s                                                                                 | 22–28 s                                                                                 | 16 s                                                                      |            |
| Verbrauch (Liter/100 Kilometer) (1) | 12,5 N                                                                                  | 12,5–13,5 S                                                                             | 13,0–14,5 S                                                                             | 12,5–13,5 S                                                                             | 12,5–13,5 S                                                                             | 12,5–13,5 S                                                                             | 10,5–11,0 D                                                                             | 10,0 D                                                                    |            |

## Exportversionen

### Vereinigtes Königreich
In Großbritannien wurde das Modell ab Ende 1978 unter dem Namen Vauxhall Carlton angeboten. Dieses Modell unterschied sich in der ersten Serie äußerlich vom Opel Rekord durch eine (damals Vauxhall-typische) flache Frontpartie („droopsnoot“) ähnlich der des Opel Manta B. Ab Ende 1982 (Modell E2) waren nur noch die Embleme und die Rechtssteuerung die wesentlichen Unterscheidungsmerkmale, der Carlton Mk 1 wurde in Luton produziert, der Mk.II wurde im GM-Werk im Antwerpen produziert.

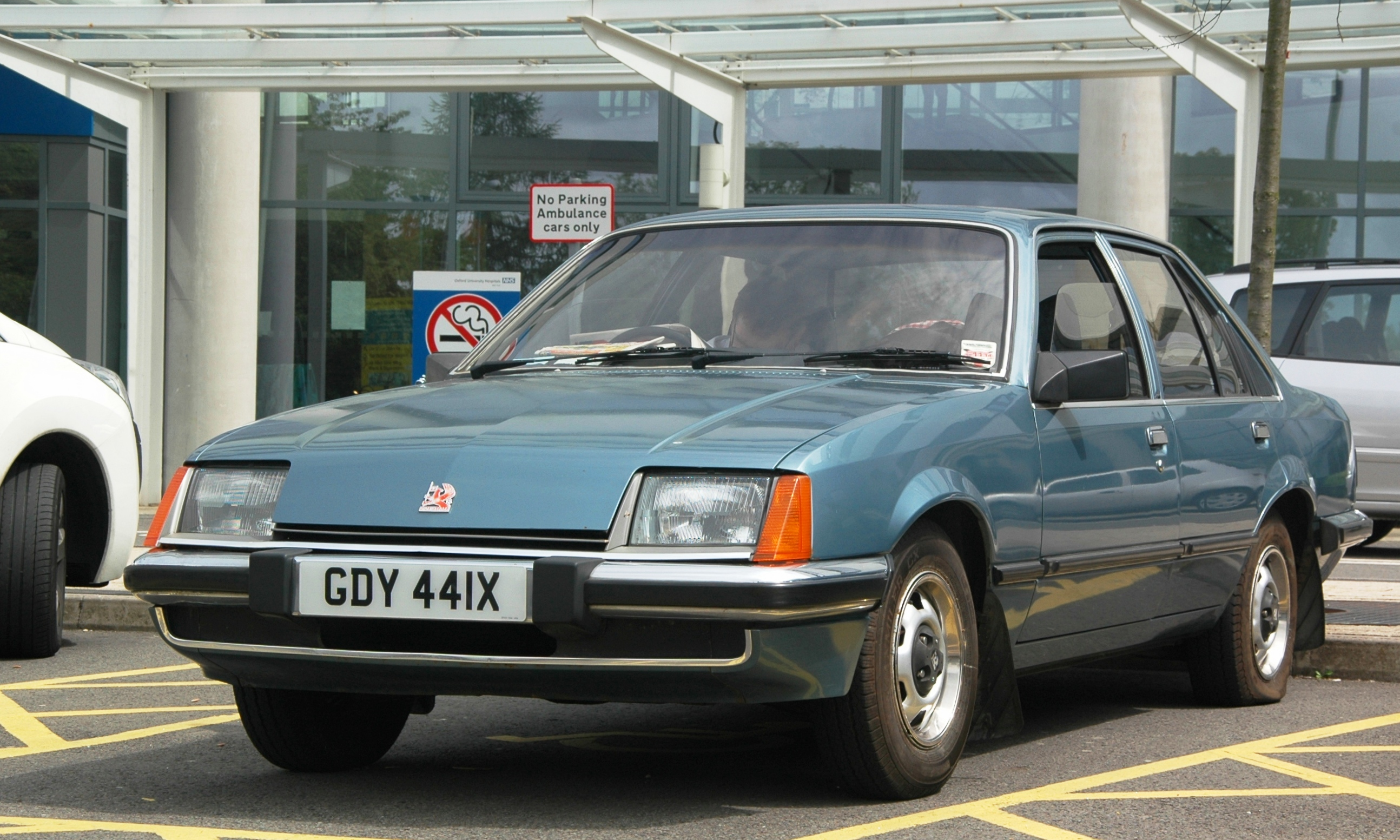
Vauxhall Carlton Mk. I (1978–1982)
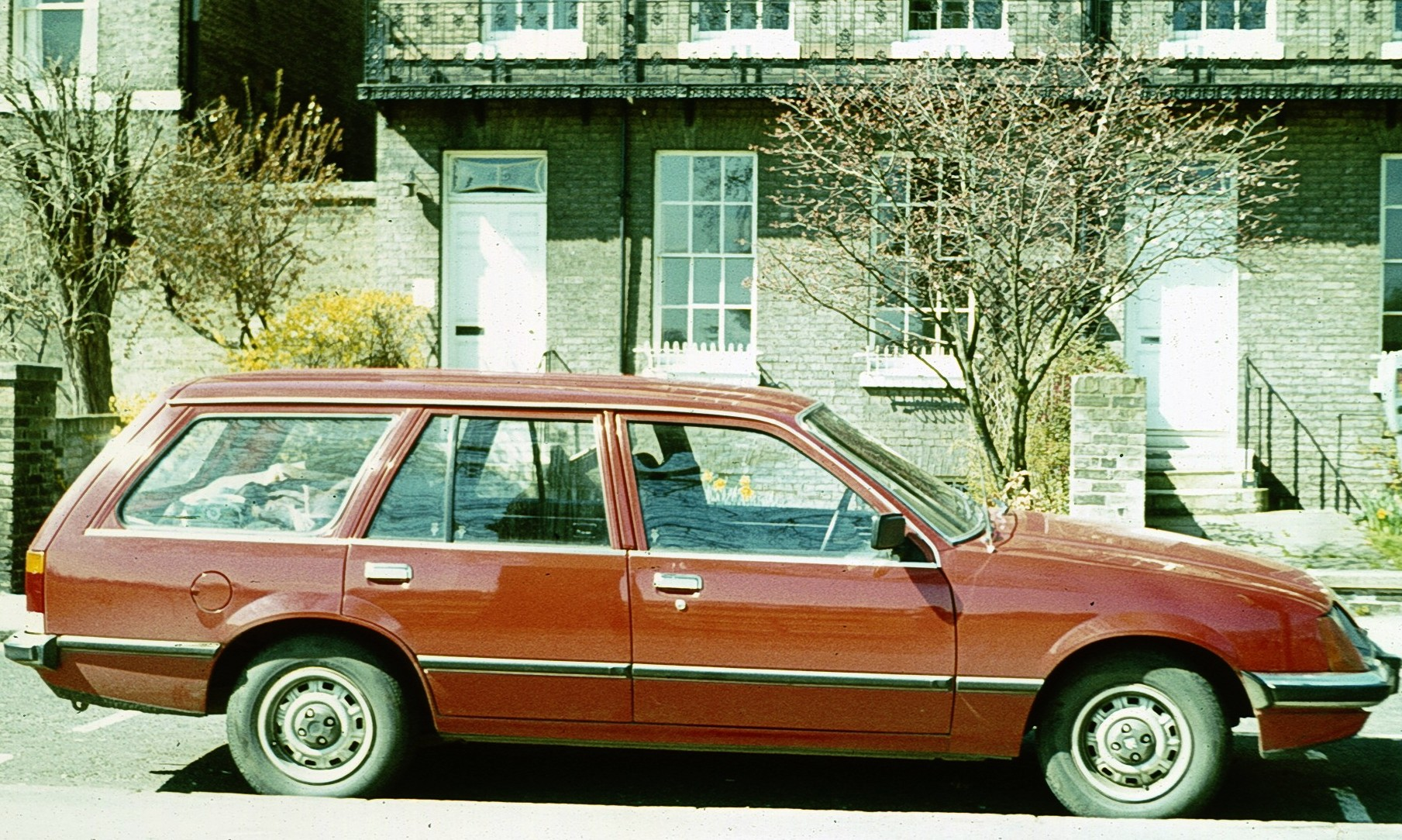
Vauxhall Carlton Mk. I (1978–1982)
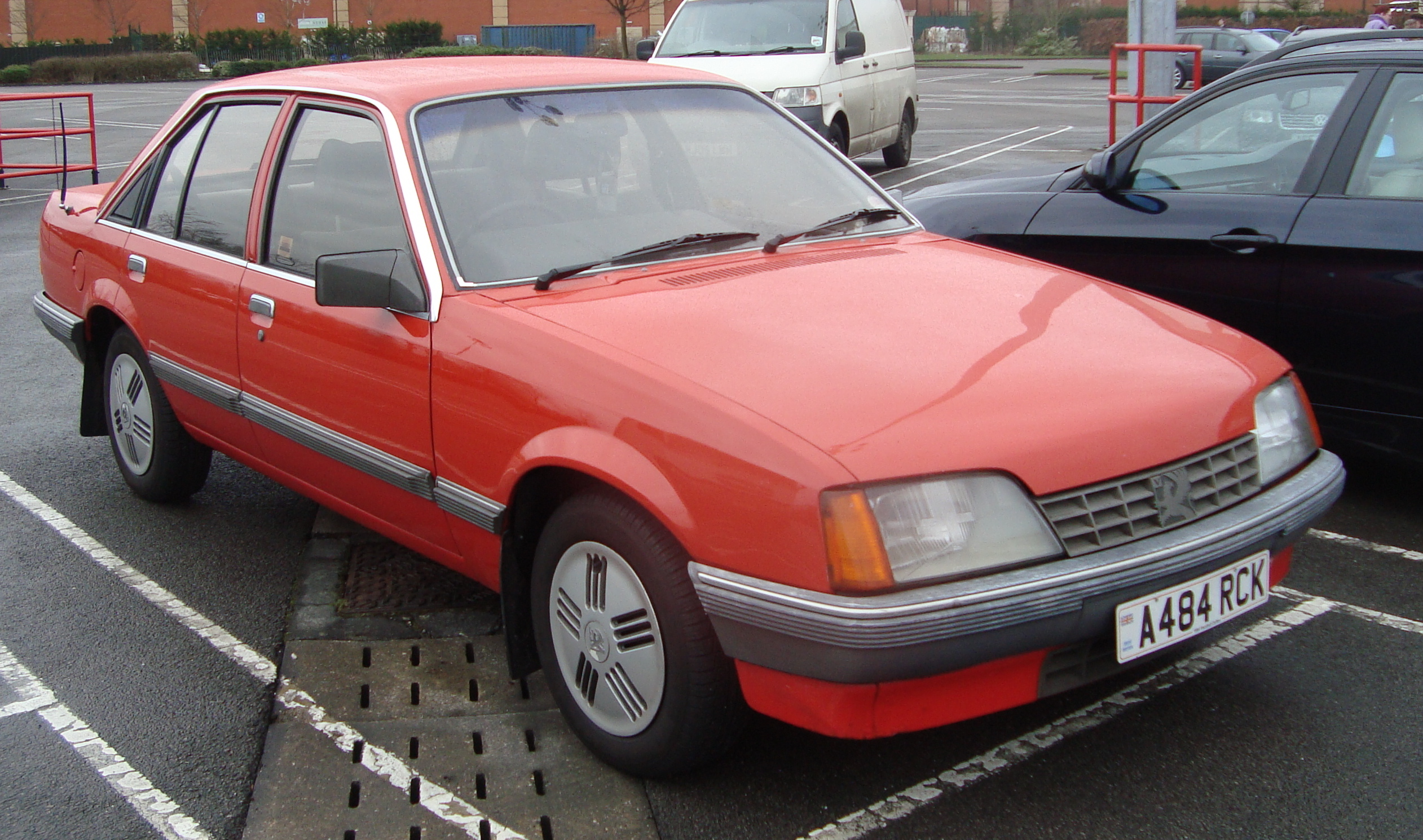
Vauxhall Carlton Mk. II (1982–1986)
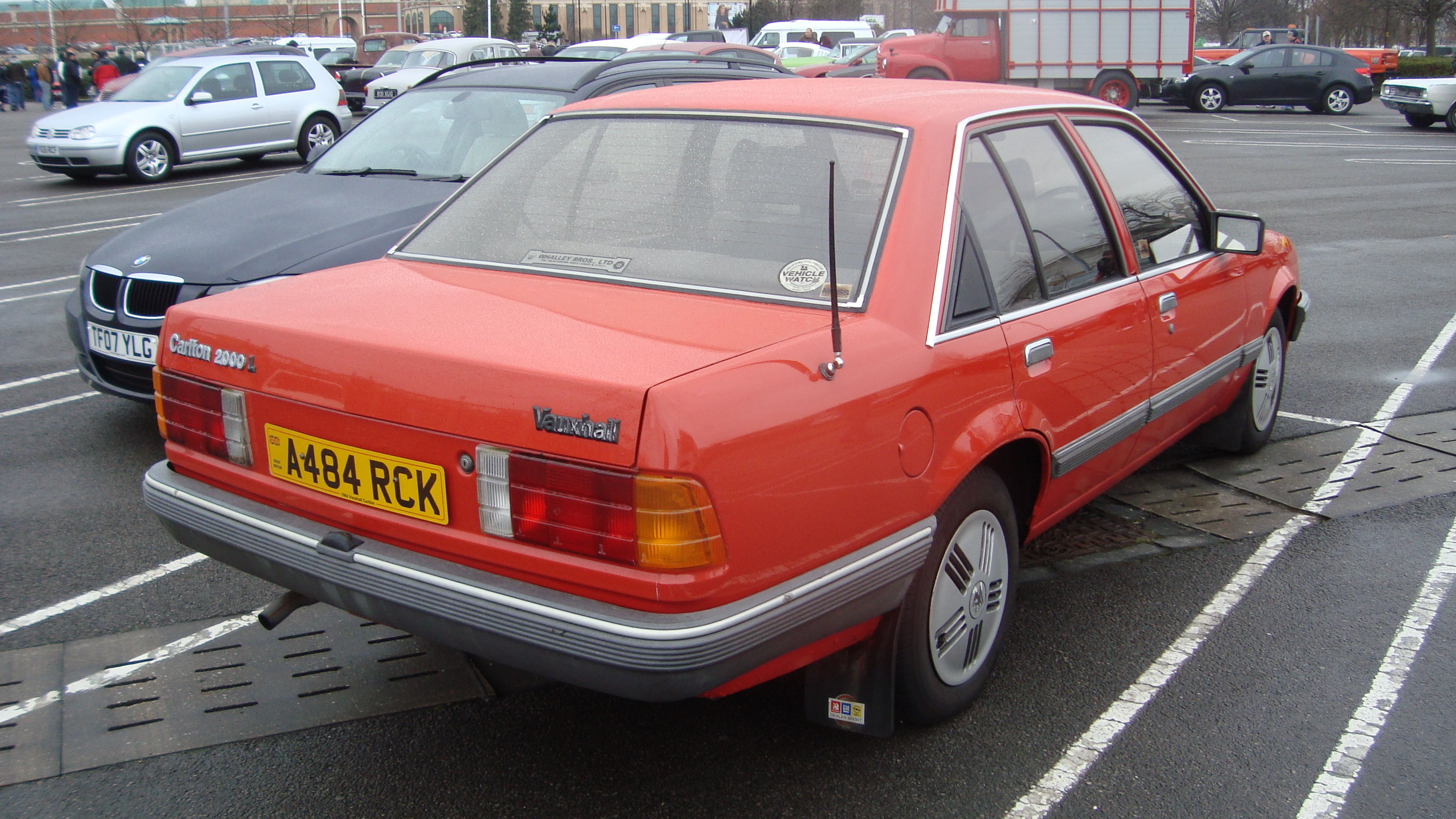
Vauxhall Carlton Mk. II (1982–1986)
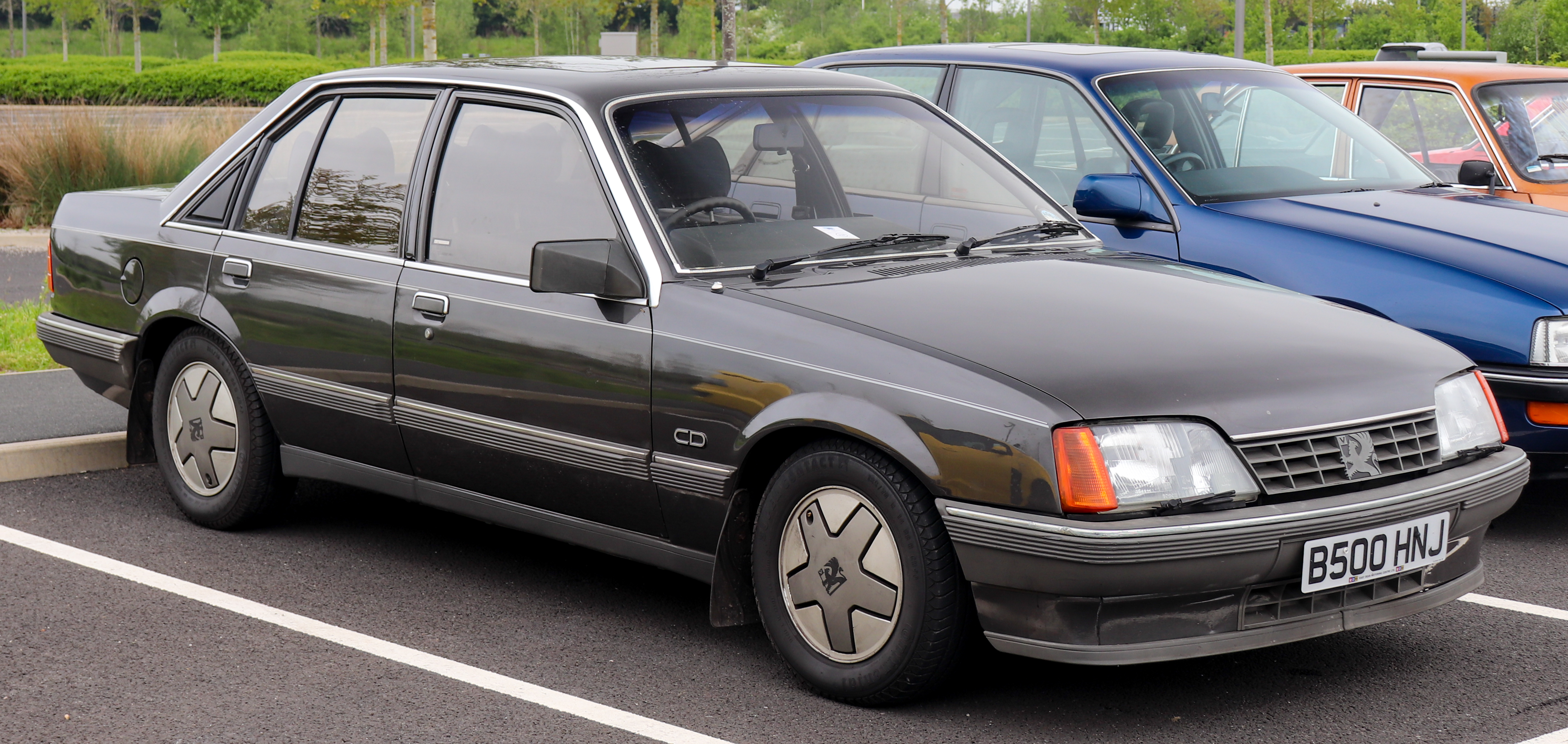
Vauxhall Carlton CD
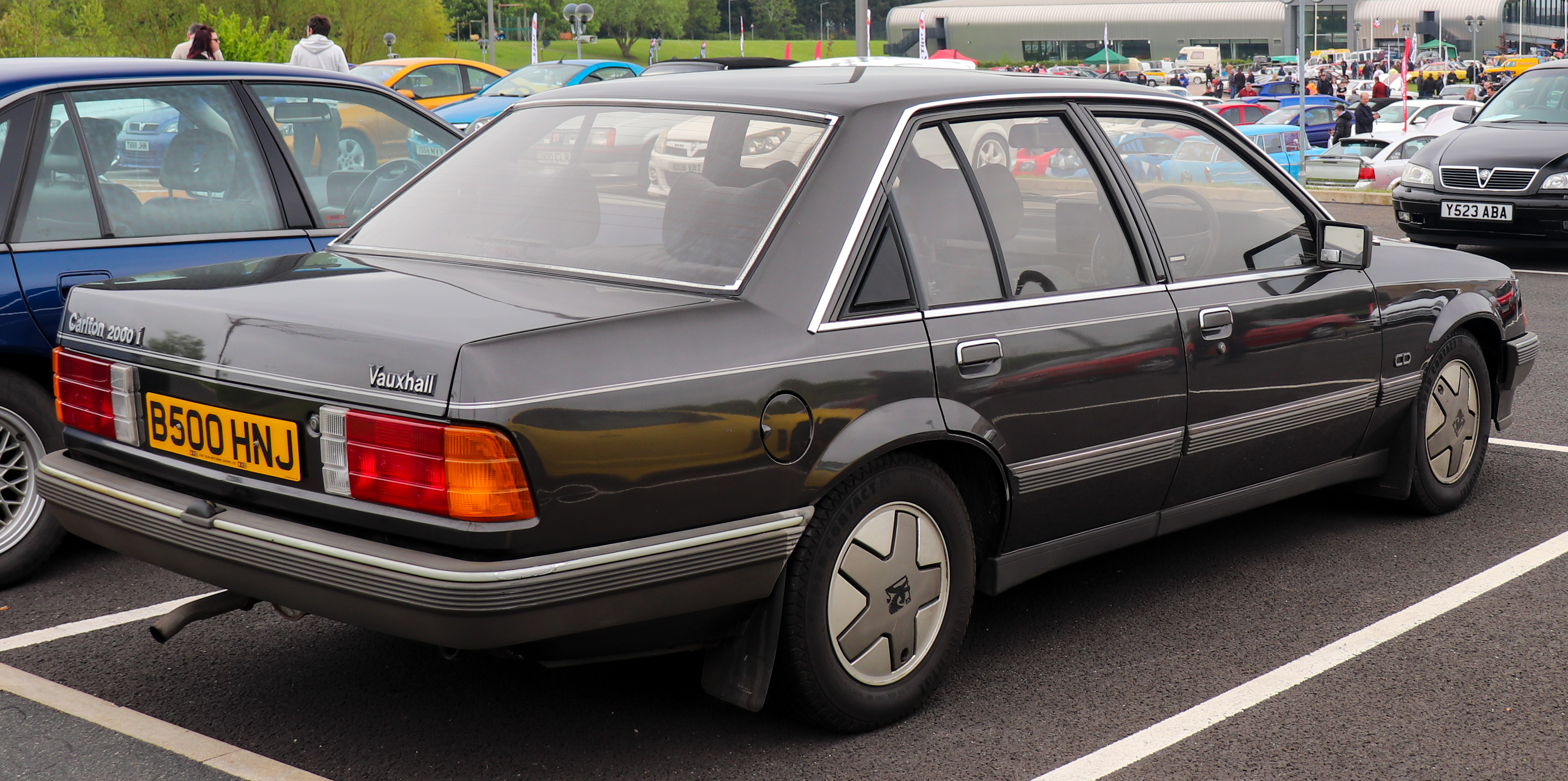
Vauxhall Carlton CD
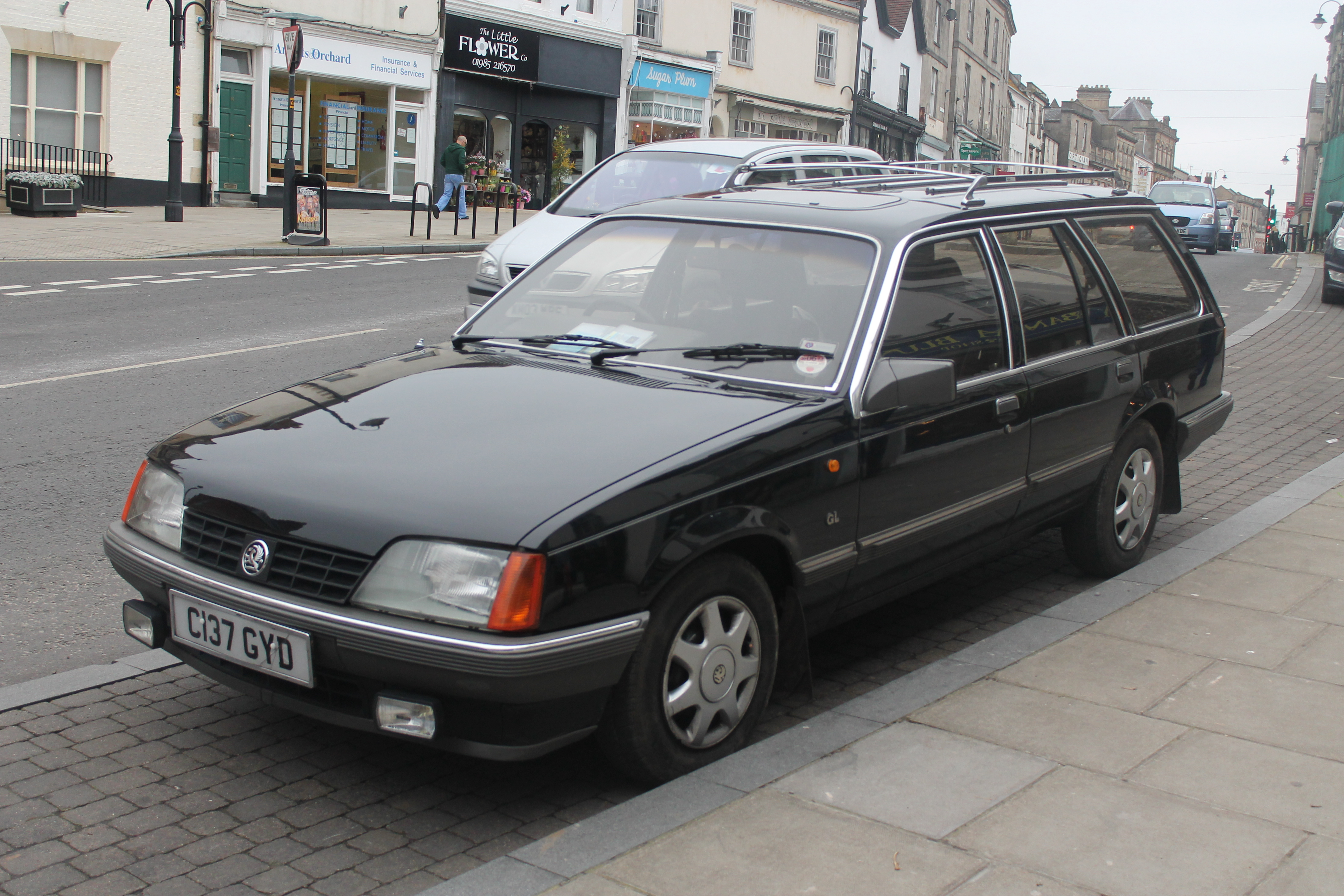
Vauxhall Carlton Mk. II (1982–1986)
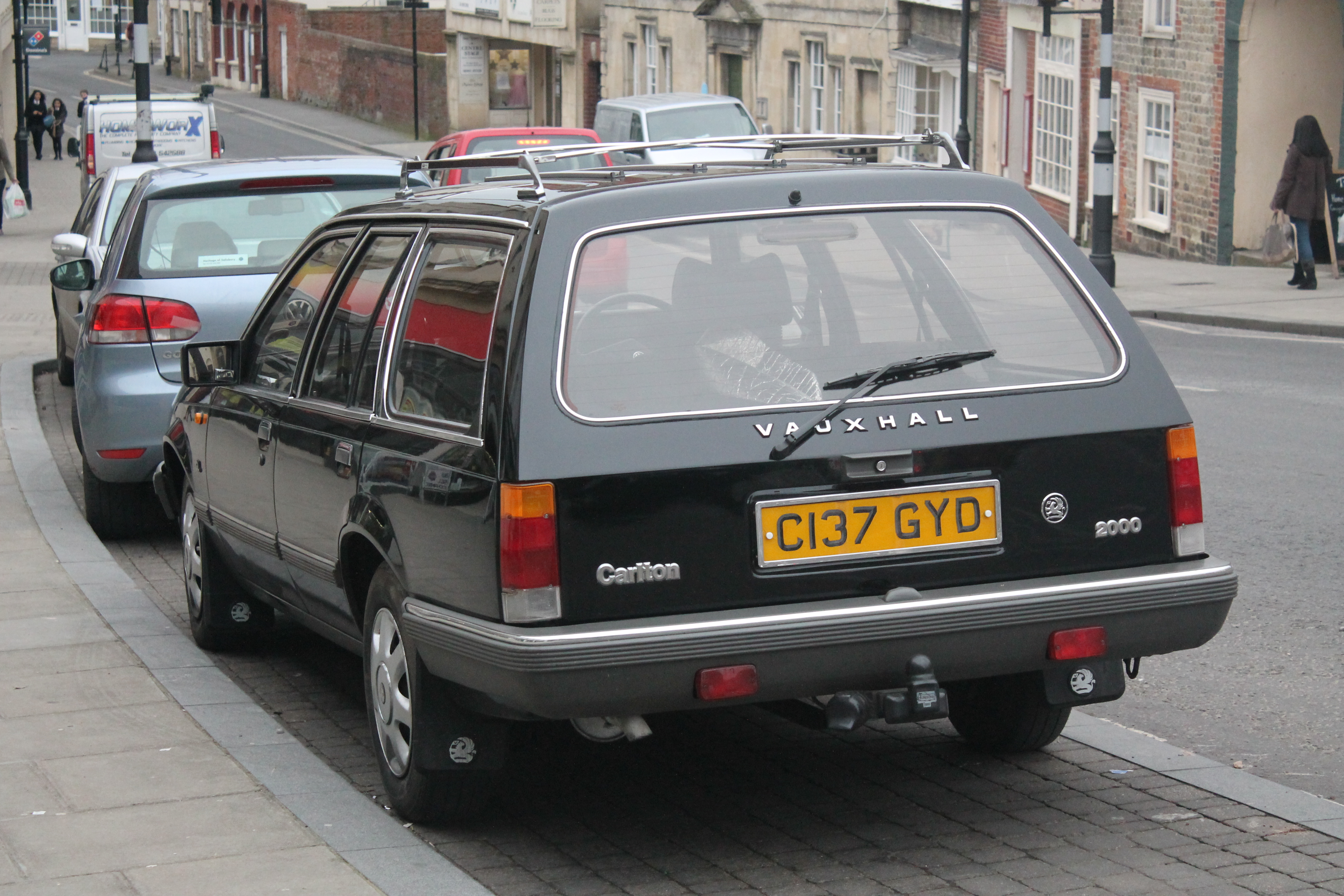
Vauxhall Carlton Mk. II (1982–1986)

### Der Rekord E in Südafrika

#### Rekord E1 (1981–1984)

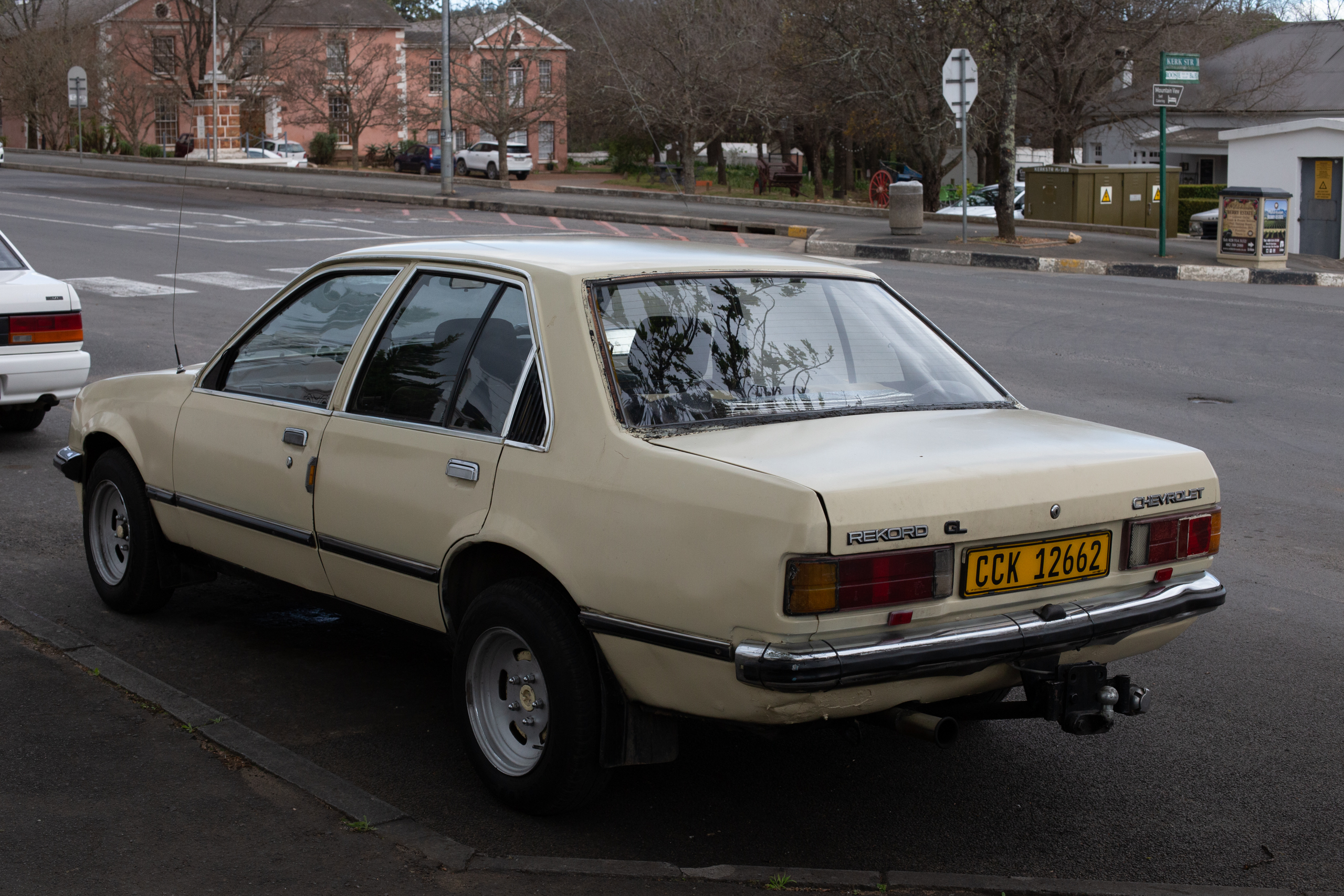
Chevrolet Rekord (1978–1981)

Der Opel Rekord E1 wurde von GM South Africa zunächst als Chevrolet Rekord für den afrikanischen Markt angeboten. Aufgrund hoher Importzölle und unrentabler Vollproduktion vor Ort lieferte Opel das Modell als CKD-Bausatz (Completely Knocked Down), der in Port Elizabeth montiert wurde. Ab 1981 wurde der Rekord unter der Marke Opel verkauft, um den guten Ruf von „Made in Germany“ zu nutzen. 
Anfangs war er mit einem 2,3-Liter-Vierzylinder-OHV-Motor von Buick (ca. 71 kW/97 PS) ausgestattet, wie er auch im Chevrolet Chevair (südafrikanisches Pendant zum Opel Ascona B) verwendet wurde. Ab 1981 kam ausschließlich der Opel 20S-Motor (2,0 Liter, Vergaser) zum Einsatz.

#### Rekord E2 (1984–1990)
Ab 1984 fertigte GM South Africa den Opel Rekord E2 in Lizenz, nach der Umstellung von Chevrolet auf Opel 1982. Die Produktion lief bis 1990 und umfasste etwa 48.300 Einheiten – deutlich länger als in Deutschland, wo der Rekord 1986 vom Opel Omega A abgelöst wurde. Bis 1986 baute GM South Africa die Fahrzeuge, danach übernahm die Delta Motors Company die Montage im Rahmen eines Management-Buy-Outs, da die Apartheid-Politik und das internationale Embargo Investitionen von GM untersagten. Die Fahrzeuge wurden als CKD-Bausätze aus Rüsselsheim geliefert und vor Ort als Rechtslenker zusammengesetzt.
Eine Besonderheit war der Opel Commodore C2, basierend auf dem Rekord E2, ausschließlich mit dem 30E-Motor. Er erhielt die Front des Opel Monza, 5-Loch-Achsen vom Opel Commodore C und Felgen vom Opel Senator A2 – eine in Deutschland nicht verfügbare Variante. Der Rekord „Berlina“ bot ein LCD-Armaturenbrett, das in Europa dem Senator und Monza vorbehalten war.
Verfügbare Motoren umfassten den 20S (2,0 Liter, Vergaser), ab 1984 den 22E (2,2 Liter, Einspritzung), ab 1987 den 200i mit 20SE (2,0 Liter, Einspritzung), den 30E (3,0 Liter, Einspritzung) und später einen 3,8-Liter-V6 von Holden (Australien) mit 128 kW (174 PS). Der Caravan war nur als GL mit 20S-Motor erhältlich. Höchstgeschwindigkeiten reichten von 188 km/h (20SE) über 202 km/h (380i CD) bis 211 km/h (380i GSi). Ab 1987 wurde der Rekord mit dem Armaturenbrett des Vauxhall Royale (Senator A2), Polstern und Kopfstützen des Opel Omega A sowie Elementen des Omega A 3000 (Sitze, Heckspoiler vom Opel Senator B/Omega 3000, Lenkrad vom Opel Vectra A) ausgestattet. Der 380i GSi hob sich durch diese Premium-Anpassungen deutlich von europäischen Modellen ab.
In Südafrika wurde der Rekord E noch bis 1990 weiterproduziert, bei Daewoo wurde er als Royale angeboten und von 1993 bis 1999 mit überarbeiteter Karosserie als Prince oder Brougham. Die südafrikanischen Rekord-Modelle zeigen die Flexibilität der Baureihe und GM’s Strategie, trotz politischer und wirtschaftlicher Zwänge lokale Märkte zu bedienen.